# 義経=ジンギスカン説
| 源義経とチンギス・ハン |  | 源義経とチンギス・ハン |
| 源義経とチンギス・ハン |  |                        |

義経＝ジンギスカン説（よしつね＝ジンギスカンせつ）、又は義経＝チンギス・ハン説（よしつね＝チンギス・ハンせつ）は、モンゴル帝国の初代皇帝チンギス・ハン（チンギス・カンとも）と源義経は同一人物であるという仮説・伝説（「ジンギスカン」は明治から昭和期の歴史的呼称で、漢字表記「成吉思汗」に対する当時の発音表記）。
この説の流布に大きく貢献したのは、オランダ商館医を務めたドイツ人医学者シーボルトで、その著『日本』で新井白石『蝦夷志』等を参考に同説を論じた。それに影響を受けたウィリアム・グリフィスや手塚律蔵の著書を参考に、末松謙澄が英国留学中の1879年（明治12年）に英語論文 The identity of the great conqueror Genghis Khan with the Japanese hero Yoshitsuné を出版。その和訳『義経再興記』（内田弥八訳）が1885年（明治18年）に日本で出版されると大ベストセラーとなった。さらに小谷部全一郎が少年期に愛読した末松の論考をもとに、満州・内蒙古・沿海州地域の古跡・口碑伝説の実地調査を経て、1924年（大正13年）に『成吉思汗ハ源義経也』（外部リンク参照）を出版、反論も含め反響を呼び、版を重ねるベストセラーとなった。

## 概要
日本において、非業の死を遂げた歴史上の人物が死地を脱して逃げ延びたとされる伝説は数多く、その代表例として、源為朝の琉球渡来伝説、朝比奈義秀の高麗落ち伝説と並び称されるのが、義経入夷伝説又は義経蝦夷渡り伝説である（他に他戸親王・源義親・高倉宮・安徳天皇・公暁・大塔宮・豊臣秀頼・西郷隆盛など）。
『吾妻鏡』によれば、源義経は文治5年閏4月30日（1189年6月15日）に奥州衣川の館で自刃したとされるが、その不遇の死への同情から、生きていて欲しいという人々の願望、実は生きて逃亡したのではないかという疑念や期待が「義経生脱伝説」を生んだ。
室町時代以降、軍記物語によって醸成された判官びいきと義経生脱説が「御曹子島渡」説話と結びつき、新たな伝説を生む。江戸時代初期に出版された『義経記』元和木活字本が広く流布、続く寛永年間でも流布本がでまわり、以降、「判官もの」として浄瑠璃・歌舞伎・狂言・読本等でもさかんに題材とされるなかで、義経は自刃したとみせかけて蝦夷地に渡ったとする義経入夷伝説（義経北行伝説）が生まれた。以降、様々な創作と虚説、あるいは捏造書が生み出された。
江戸時代の知識人層でも義経の死については疑義が示され、首級の搬送期間が明らかに長いことから、水戸藩編纂『大日本史』では偽の死で北へ逃亡した可能性が注記された。朱子学者・新井白石も義経の搬送された首は偽だろうと記した。明治期になると、帝国大学文科大学教授らが『吾妻鏡』を根拠に義経自刃を史実とし、以降現代に至るまで歴史学上は義経生脱・入夷説は否定されている。
一方、民間では創作や捏造が肥大化、江戸時代中期以降、義経は蝦夷地のアイヌたちの棟梁、大陸の金国の将軍、さらには清国の祖とされた。この義経＝清祖説は、夏目漱石『吾輩は猫である』でも触れられているように、江戸から明治期まで庶民にとっても耳馴染みの言説だった。明治期には、さらに義経＝成吉思汗説が浮上することとなるが、大正末期に出版された小谷部全一郎『成吉思汗は源義経なり』が戦地で配布されたように、同説は「満蒙は国家の生命線」（松岡洋右）とする帝国日本の国家戦略と軌を一にして、昭和期の大陸侵略に利用された。
義経の死を疑う論拠は多数あり、義経の行方不明後に、テムジンはハーンを宣言、後にチンギス・ハンとなっている。後述するように遊牧民族、騎馬民族の集団は、世襲・序列などにこだわらず、優秀な人材と信じた者を指導者に選び、場合によっては人種の違いさえも厭わないという事実等を論拠に、同一人物説を主張する人々は特に東北・北海道地方に根強く存在し、それを否定する知識人・歴史家との対立も長い歴史をもっている。
ただし、現代では学術的に否定されている。チンギス・ハンは家系がはっきりしており、日本人の噂や伝説は現在の所ない。また日本からモンゴル高原までは相当な距離があり、後にチンギス・ハンに倒されるまで大陸沿岸に存在した強大な金国（女真族）を通過するには言語・軍資面などの疑問も多い。

## 歴史

### 六回蘇った義経
源義経復活譚は、『成吉思汗ハ源義經也』が最初ではない。義経生脱説は日本の中世から近代にかけて、たびたび巷間に浮上してきた。
- 正徳2年（1712年）義経は衣川で死なず、蝦夷地へ脱出。義経は神として崇められ、子孫はアイヌの棟梁になった。
- 享保2年（1717年）義経は蝦夷へ脱出後、韃靼（沿海州・中国北部）を支配していた金国へ渡り、皇帝章宗から厚遇され子孫も栄えた（『鎌倉実記』）。
- 明和年間（1764-72年）義経は蝦夷から韃靼に渡った。その子孫が繁栄、のちに清国を建国した。
- 明治18年（1885年）義経は蝦夷から韃靼を経てモンゴルへ至り、成吉思汗となった（『義経再興記』）。
- 大正13年（1924年）小谷部の『成吉思汗ハ源義経也』によって義経＝成吉思汗説が空前のブームになる。

義経生脱説は江戸中期の勃興から300年間囁かれ続けてきたことになる。

### 義経入夷伝説始まる
『吾妻鏡』では、源義経は兄頼朝に追討され、奥州平泉で藤原泰衡らに襲われ自刃したとされるが、実は生きて蝦夷に落ち延びたとする噂や伝説は江戸時代初期にはあった。寛文7年（1667年）、江戸幕府の巡見使一行が蝦夷地を視察し、アイヌのオキクルミの祭祀を目撃。中根宇右衛門（幕府小姓組番）は帰府後、アイヌ社会ではオキクルミが「判官殿」と呼ばれ、その屋敷が残っていたと何度も証言した。さらに奥の地（樺太・シベリア）へ向かったとの伝承もあったと報告する。
（松前藩の案内人の報告）
寛文10年（1670年）に林羅山・鵞峰親子が幕命で編纂した歴史書『続本朝通鑑』では、「俗伝」として衣川で義経は死なず脱出して蝦夷へ渡り子孫を残したという旨を明記した。その後、徳川将軍家宣に仕えた儒学者・新井白石は『読史余論』（正徳2年・1712年）、更に『蝦夷志』で言及。徳川光圀編纂『大日本史』でも注釈扱いで、泰衡が送った義経の首は判別不能で、義経は逃れたかもしれず、蝦夷では神として祀られている旨が記された。広く読まれた馬場信意による通俗軍書『義経勲功記』（正徳2年）では、義経は蝦夷の棟梁になり、シャクシャインは義経の子孫として描かれた。

#### 杉目太郎行信の伝説
義経は頼朝に追われ奥州へ落ち延びたあと、杉目太郎行信（すぎのめたろうゆきのぶ）という義経そっくりの人物と遭った。奥州の藤原秀衡のもとで青年期を過ごし、日々の鍛錬を共に過ごした仲であった。泰衡は義経を呼び「蝦夷ヶ島（北海道）へ落ち延びよさもないと討つ」と打ち明け、義経も泰衡の胸中を察し高館退去を決意したが、行信は「館に人がいなければ逃亡したことが明らか」とし、当地に留まり、義経の鎧、兜などを形見に所望し、義経平泉退去の2日後、泰衡の高館襲撃で行信は身代わりとなった。当地に残る伝説。

### 義経、韃靼へ渡り金の将軍になる
義経入夷伝説は飛躍して大陸へ渡る。当初は室町時代の御伽草子『御曹子島渡』の影響が強かったが、寛永20年（1643年）の越前国新保船漂流事件以降、義経が大陸へ渡ったとする説が囁かれるようになる。大陸入部説の比較的古い例は、延宝年間（1673-81）以降の成立とされる、京都養源院の住職（津軽藩主の子）が記した『可足記』。
私的日記の記述で、この頃はまだ一部の知識人間での話題であったと思われる。

その後享保年間（18世紀前半）に注目されたのが『金史別本』で、12世紀の金国の将軍に源義経の子・義鎮がいたなどと記された偽書である。享保2年（1717年）、この『金史別本』が史学界で話題になり、新井白石は偽書と見抜いた。しかし、印刷技術及び出版流通も未発達な時期に同書の記述は後代まで影響し、他にも類似の偽書（架空の書）が多数創作された。

### 義経、清国の祖とされる
渡金説は効力を失ったが、寛政4年（1792年）、蝦夷地を訪れた和算家・串原正峯（せいほう）は、『夷諺俗話（いおんぞくばなし）』第一巻で、「密に蝦夷地へ落行」した義経の武威に蝦夷人が恐れ服し、「夫より金国へ渡りたまひしよし云伝る事なり」と記しており、蝦夷地にまで金に渡ったという流言が広がっていたことが窺える。また、延享3年（1746年）の跋を有する俳人米山沾涼による説話集『本朝俗諺志（ぞくげんし）』巻四の「高舘城」には、義経が樺太で農耕と文字を教えて国王となり源国を建てたとする話があり、初めは金国の臣下に留まっていた義経は、国王にまで祭り上げられる。明和5年（1766年）刊の滕英勝（とうえいしょう）の小説『通俗義経蝦夷軍談』では白石『蝦夷志』の知識に頼りつつ、筋立ては義経が蝦夷軍との戦いに勝利する過程が描かれ、ついには清国の祖とされた。衣川で義経の死は諸書で歴然とし、「義経金へ渡りしという説あれどもその証慥（たし）かならず」と渡金説を否定しながら、清で門毎に貼られている義経の画像を確かな証拠とし、「今中国の天子は義経の子孫なりと伝えり」と断定するに至る。さらに世上の話題となったのは、天明3年（1783年）年刊の森長見『国学忘貝（わすれがい）』である。同書巻下では、輸入された清朝の一万巻の『古今図書集成』中に130巻からなる『図書輯勘』があり、その序文に、
と、ある儒者が書いていると紹介したが、これも捏造であった。
義経が金の将軍になったり、松浦静山の『甲子夜話』（文政4・1821年）及び『甲子夜話続編』などにみられるように、江戸後期の庶民の間では「義経が韃靼に渡り、その子孫が清和源氏の一字をとって清国を興した」とする説が幕末まで一般的であった。なお、通俗小説の世界では、嘉永3年（1850年）の永楽舎一水『義経蝦夷軍談』に義経が成吉思汗になったとする話もあったという。

### そして成吉思汗に
最初にチンギス・カンは義経であるとの論陣を張ったのは日本人ではなく、フィリップ・フランツ・フォン・シーボルトであった。
文政6年（1823年）に来日したシーボルトは、長崎の鳴滝塾などに多くの門弟を集めて洋学の発展に尽くしたが、いわゆるシーボルト事件によって同12年（1829年）に国外追放となった。日蘭修好通商条約締結を機に、翌安政6年（1859年）年に再来日を果たして活動、文久2年（1862年）に帰国した。
吉雄忠次郎に義経＝成吉思汗説を聞いてから、風説にすぎなかった同説に文献的裏付けを得るため、『日本』執筆時に白石の『蝦夷志』を、フランス語訳マルテ・ブリューン編『地理及び歴史に関する探検旅行紀集』第24巻を介して読んだという。文久3年（1863年）の松浦武四郎『西蝦夷日誌』二編によれば、蕃書調所の大島高任から次のような話を訊いたとされる。
蕃書調書の西周も明治2年（1869年）稿『末広の寿』でも書かれているように、シーボルトは再来日した際に洋学者たちに切々とこの説を吹聴した。しかし近世中には義経の韃靼行は広く信じられていたものの韃靼は満州近辺と認識されており、義経＝清祖説が一般的だった。『蝦夷志』でも義経の韃靼行と清祖説には触れているが、元祖説には至っていない。シーボルトは韃靼をモンゴル即ち元と解釈し、義経＝ジンギスカン説として発表したが、殆ど信じてもらえなかった。
明治初期、アメリカ人教師グリフィスが影響を受け、その書The Mikado's Empire（皇国）, 1876 で同説に言及。末松謙澄の英語論文の翻訳本『義経再興記』（1885年）及び大正13年（1924年）の小谷部全一郎『成吉思汗ハ源義經也』の2書は公刊後に各々ベストセラーとなり、多くの信奉者を生んだ。しかし言語学者・岩崎克己は義経がチンギス・カンになったという説はシーボルトが最初で、その論文の影響が非常に大きいとしている。
同説に対しては、当初実証主義を旨とする帝国大学文科大学教授らが中心となって批判し、さらに欧米から移入された「東洋学 Oriental Studies」の概念に基づいて創設された「東洋史」分野の学者等からの批判反論も加わった。しかし否定されつつも東北・北海道では今も義経北行説を信じる者が根強く存在している。戦後、高木彬光が昭和33年（1958年）に歴史推理小説『成吉思汗の秘密』を著して人気を得たが、世間の関心は薄れ、生脱説や同一人物説は民俗学や文学における説話・伝承研究以外、学界で取り扱われることはなくなった。

## この説が興った要因

### 義経の首の搬送期間
『吾妻鏡』によれば、文治5年閏4月30日（1189年6月15日）、源義経は衣川の館において藤原泰衡の手勢の襲撃を受け自刃、泰衡による義経誅殺の報告が源頼朝に届いたのは襲撃から22日後であった。義経の首も黒漆の櫃に酒に浸され鎌倉へ搬送されたが、鶴岡八幡の塔供養という慶事が予定されていたため一旦留め置かれ、首実検までに43日を要した。このタイムラグと時季的に腐敗は免れず義経本人か判別不能だったのではという疑念が、実は義経は生き延び逃げたのではないかという憶測を生むこととなった。後世の史家もその死を疑い、水戸藩編纂『大日本史』でも義経は死を偽装し逃亡したのではないかと注記された。また、『吾妻鏡』には義経自刃の記述に関わらず、その8か月後に義経及び義仲・秀衡の子らが反乱という奥州からの風説が記され、実際に反乱が起きた（大河兼任の乱）。中津義彦は義経の死を断定していたのなら、何故反乱の第一報（風説）の段階から「義経と号し」と記さなかったのか疑問が残り、当時も義経の死に大きな疑惑があったのは間違いなく、奥州では誰も信じてはいなかったと主張している。

### 判官びいき説
治承・寿永の乱は、源平合戦であると同時に王朝国家に対する武士の組織立った抵抗ないし自立化を熱望するという側面を産み、この抵抗を通じて東国政権である鎌倉幕府を成立させるに至った。その組織の頂点にあったのが征夷大将軍となった源頼朝であり、梶原景時はその良き補佐役、そして義経に付された軍監であったが、義経は兄頼朝の名代であり、武士でありながら、兄の軍律に違反し、武士の抵抗の相手で有るはずの朝廷から官位を兄の許可無く任じられるなどして、頼朝から怒りを買い殺されてしまう。のちに語られた『平家物語』や『源平盛衰記』、『義経記』などを通じて、後世の庶民は頼朝を権力者、景時を讒言者、義経を悲劇の英雄と見立てた。このような見立ての上に、反権力という立場からの共感、中傷・讒言者への憎しみ、冷酷な兄に対する健気な弟に対する同情、あるいは「滅びの美学」とも呼ぶべき独特の美意識が加わって、判官びいきが生まれた。王朝国家の側に立つ畿内の文化人の多くが義経びいきだったことも、こうした風潮を後押ししたものと考えられる。　「判官贔屓」を参照

### 説話による影響説
室町時代以降、いわゆる判官びいきと義経生脱説とが御伽草子の説話と結びつき、蝦夷渡り伝説を生むこととなる。江戸時代初期、軍記物語『義経記』は元和木活字本により広く流布、寛永年間の流布本によって本格的に読まれるようになり、「判官もの」として浄瑠璃・歌舞伎・狂言・読本などの題材にもされるなかで、義経生脱説と「御曹子島渡」説話が結びつき、義経は自刃したとみせかけて、実は蝦夷地に渡ったという義経入夷伝説（北行伝説）が生み出された。

### 両者の前半生は不明

#### 源義経の前半生は不明
源義経について誤解されているのは、「牛若丸」などの話は創作で、幼少期の史料は皆無であり、その前半生は不明ということである。義経の幼年期を記した軍記物語『平治物語』は創作で、史料としては扱えない。史学的にはっきりしているのは、治承4年（1180年）10月21日、この時22歳で黄瀬川の陣中で頼朝と相会してからで、それまでどこで何をしていたのかまったく不明の人物である。この時兄弟の名乗りをし、感激の涙の再会をしながら、その後3年間は行方知れずとなっている。兄に重用されることもなかったが、寿永2年（1183年）10月、25歳の義経が頼朝の命を受け木曽義仲追討のため京へ向かい、ここで再び歴史に現れ、27歳まで武将の名をほしいままにしたが、勝手に朝廷から官職を与えられるなどして頼朝の不興を買って不和となり、文治2年（1186年）に京から偽山伏に扮し北陸路あるいは別路で追討を逃れ、文治5年（1189年）に陸奥平泉で没するまでの、21歳から30歳までのわずか9年間しか判っていないというの現状である（上述の通り3年は行方不明）。
腰越状で通説とは異なることを述べている点などから、一説にはこの人物は偽なのではないかという異論まであり、作家・歴史研究家の高木浩明、二階堂玲太、椎野健二朗らは、奥州藤原氏が鎌倉幕府に襲われないために、偽の人物を頼朝の弟として擁立したのではないかと疑っている。勿論これは学説では肯定されていない。

#### チンギス・ハンも前半生が謎
チンギス・ハンについても生年や前半生が不明な点が多い。モンゴル民族が元来文字を持たなかったため、口伝・口承によるものと僅かな文献が残っておらず、青年時に約10年行方不明になっているが、この空白期間に何をしていたのかは歴史学者も特定できていない。
チンギス・ハン即位前のテムジン時代、妻のボルテをメルキト族に奪われたり、テムジン本人の母ホエルンもイェスゲイによって略奪されており、遊牧・騎馬民族は略奪婚が多かった事実から、系譜の正当性については文献が遺されていないのも手伝って不確定な要素が多い。杉山正明及び岡田英弘もチンギス・ハンの前半生はよくわからないと述べている。また江上波夫によれば、たとえ血縁がなくとも実力さえあれば氏・部族長らによって君主として推戴・承認を受けられたとし、日本人でもなれる可能性を示唆している。また、作家・中津文彦は遊牧・騎馬民族の集団は、世襲・序列などにこだわず、優秀な人材と信じた者を指導者に選び、場合によっては人種の違いさえも厭わず、チンギス・ハンがモンゴル族の出身でなかったこともその証左である、としている。

## 義経＝成吉思汗説に至る沿革
- 文治5（1189）義経、平泉衣川の館で自刃。
- 建永1（1206）テムジンが「チンギス・ハン」として即位
- 嘉禄3（1227）チンギス・ハン死去。
- 天福2（1234）金朝滅亡
- 文永1（1264）モンゴルによる樺太アイヌ侵攻
- 文永5（1268）蝦夷が蜂起、得宗家の代官と推定される安藤五郎が討たれる。
- 文永8（1271）元朝成立：クビライが国号を「大元」に
- 文永11（1274）文永の役
- 弘安4（1281）弘安の役
- 弘安7（1284）元朝による樺太アイヌ侵攻
- 正慶2（1333）鎌倉幕府滅亡
- 貞治7（1368）明朝成立、元は北方のモンゴル高原に撤退（北元）
- 長禄1（1457）コシャマインの戦い （アイヌの武装蜂起）
- 文禄2（1593）蠣崎慶弘（のち松前藩初代藩主）が東西のアイヌを集め秀吉の命に背けば追伐すると脅し、蝦夷地の支配権確立（『新羅之記録』）。
- 慶長8（1603）江戸幕府成立
- 元和2（1616）ヌルハチによる後金建国
- 寛永年間（1624-43）の流布本により『義経記』が広く読まれ、浄瑠璃・歌舞伎・狂言・読本などの題材に。
- 寛永13（1636）後金、国号を清に改称（1644年北京へ遷都）
- 寛永20（1643）越前国新保村の商船が韃靼に漂着、遭難者58名が北京・朝鮮経由で帰国[注 5]。後に『韃靼漂流記』流布。
- 寛文7（1667）幕府巡見使・中根宇右衛門らが蝦夷に渡り、アイヌが義経らを祀っていると帰参後報告。
- 寛文9（1669）シャクシャインの戦い　（アイヌの武装蜂起）
- 寛文10（1670）林羅山（原田説は林鵞峰）は『続本朝通鑑』にて「衣河之役義経不死、逃到蝦夷島存其遺種」 と記載。
- 元禄1（1688）水戸光圀、快風丸を蝦夷地調査に赴かせる。
- 元禄1（1688）沢田源内没す（一説には金史別本の偽撰者[注 10]）。
- 元禄3（1690）南宗庵『残太平記』刊行、巻七「罪人遠島流刑評定之事」に「義経弁慶夷嶋ニ渡」り、のちに「義経大明神ト祭リ崇」られた旨記述。
- 元禄17（1704）小幡邦器『義経興廃記』刊行（残太平記と同様の記載）。
- 宝永3（1706）近松門左衛門の人形浄瑠璃『源義経将棊経（しょうぎきょう）』上演（大阪・竹本座）。
- 宝永3（1706）水戸藩編纂事業の列伝「源義経」草稿本成立（撰者は神代鶴洞、安積澹泊が再検）。
- 宝永7（1710）幕府巡見使・松宮観山は『蝦夷筆談記』で、蝦夷通詞・勘右衛門からの伝聞で「義経公お祭り云々」と記す。
- 正徳2（1712）新井白石『読史余論』にて「東鑑の説しかるべき歟」と疑問を呈し、世伝に従い藤原泰衡献上の義経の首は偽物とする旨記す。
- 正徳2（1712）馬場信意『義経勲功記』刊行、義経は蝦夷の棟梁となり、シャクシャインはその子孫と描く。
- 享保2（1717）加藤謙斎『鎌倉実記』刊行、引用書目の『金史別本』が知識人に知られる。
- 享保4（1719）佐久間洞巌『奥羽観蹟聞老志』全20巻完成、17巻・義経事実考附録に金史別本を引用。
- 享保5（1720）新井白石『蝦夷志』にて「俗に尤も神を敬う。しかるに祠壇を設けず其の飲食に祭る所の者は、源廷尉義経也」と記す。
- 享保7（1722）新井白石は安積澹泊宛書簡で、韃靼漂流記にある義経・弁慶に似た絵札の目撃談から義経は韃靼へ渡ったかと推測。
- 享保8（1723）新井白石は金史別本を偽書と見破り、安積澹泊に書簡送る。
- 元文5（1740）篠崎東海『東海談』にて金史別本を痛烈批判。
- 明和5（1768）滕英勝の読本『通俗義経蝦夷軍談』刊行[21]。
- 天明3（1783）森長見『国学忘貝』刊行、古今図書集成の「図書輯勘」130巻の序文の話題記述。
- 天明8（1788）峻諦『浄土真宗名目図』刊行、古今図書集成の「輯勘録」30巻の序文を注記。
- 寛政4（1792）串原正峯『夷諺俗話』にて「夷言にも義経をシヤマイクル、弁慶をヲキクルミなどという」と記す。
- 寛政6（1794）秋里籬島の読本『源平盛衰記圖會』刊行（源義経渡海蝦夷の節）
- 寛政10（1798）幕臣近藤重蔵が蝦夷地巡見、平取で義経の遺跡を発見し義経神社を創建。
- 寛政12（1800）桂川中良『桂林漫録』下の「図書集成」にて、国学忘貝にある「図書輯勘」自体が存在しないことを記す。
- 文化5（1808）最上徳内『渡島筆記』にて「義経が巻物を奪ったせいでアイヌは文字を失った」伝承記す（原型は「御曹子島渡」）。
- 文政11（1828）シーボルト事件
- 天保9（1838）伴信友『中外経緯伝草稿』第二巻にて国学忘貝と同様の伝聞、義経入蝦・清祖説を考証・解釈。
- 嘉永3（1850）永楽舎一水の読本『義経蝦夷軍談』刊行。
- 嘉永5（1852）シーボルト『日本』刊行、義経＝ジンギスカン説を展開。
- 嘉永6（1853）永楽舎一水の読本『義経蝦夷勲功記』刊行。
- 安政2（1855）仮名垣魯文の読本『義経蝦夷軍記』刊行。
- 文久3（1863）松浦武四郎『西蝦夷日誌』第二編にて、桂林漫録から国学忘貝の件、柳庵雑記からシーボルトの話を引用
- 明治1（1868）明治維新
- 明治8（1875）樺太・千島交換条約
- 明治9（1876）グリフィス『皇国』刊行、義経＝ジンギスカン説に言及。
- 明治12（1879）末松謙澄がロンドンで英語論文『大征服者成吉思汗は日本の英雄源義経と同一人物なること』出版。
- 明治13（1880）横浜の英字新聞『Japan Weekly Mail』が、末松謙澄の英語論文を分割連載（6-8月）。
- 明治16（1883）筆者不詳『今古実録 参考源平盛衰記』刊行（義経主従蝦夷渡海の事 並海尊都に止まる事）。
- 明治18（1885）内田弥八訳述『義経再興記』刊行。
- 明治19（1886）清水市次郎編『通俗義経再興記』刊行。
- 明治20（1887）覚張栄三郎編『義経奥州軍記』刊行（義経島渡の説にて金史別本を引用）。
- 明治23（1890）帝大教授重野安繹が「源義経が蝦夷を経て金朝の時其の土に王たりし事、又元の鉄木真と同人なりと云ふ説の無稽なることを述ぶ」講義。
- 明治24（1891）帝大教授星野恒は講演「義経ノ話」にて、義経衣川自刃を史実とし、入夷説及び同一人物説を否定。
- 明治24（1891）永田方正著・北海道庁蔵版『北海道蝦夷語地名解』刊行。
- 明治26（1893）永田方正「義経蝦韃考」にて、詳細な分析で入夷説及び同一人物説を完全否定（『史海』第27号所収）。
- 明治27（1894）日清戦争（1894年7月-1895年4月）
- 明治27（1894）福地源一郎が小説「支那問罪義経仁義主汗」を『国民新聞』に連載（9-10月）。
- 明治33（1900）バチェラー著・助手訳『アイヌ人及其説話 上編』刊行、アイヌ説話における義経伝承を批判的に紹介。
- 明治36（1903）東京帝大史料編纂所『大日本史料』第四編刊行、義経生脱説について「今、一切之ヲ採ラズ」と明記。
- 明治37（1904）日露戦争（1904年2月-1905年9月）
- 明治39（1906）『大日本史』全397巻完成。
- 明治39（1906）田岡嶺雲『壷中我観』刊行（「成吉思汗と義経」参照）。
- 明治40（1907）那珂通世訳注『 成吉思汗実録』刊行（元朝秘史を初邦訳）。
- 明治42（1909）ドーソン著・田中萃一郎訳補『蒙古史 第1巻』刊行。
- 明治42（1909）山路愛山『源頼朝』刊行（第13章8「義経、蝦夷落の伝説に就て」）。
- 明治43（1910）鹿島生の小説『最後の義経』刊行。
- 明治45（1912）中華民国成立
- 明治45（1912）大森金五郎『鎌倉時代通俗史談』刊行（「源義経の最後」参照）。
- 明治45（1912）樺太庁長官々房編纂『樺太施政沿革』前後巻刊行、前巻第3章で義経成吉思汗説を取り上げ否定。
- 大正2（1913）山路愛山『為朝論 附・義経論』刊行。
- 大正3（1914）金田一京助「義経入夷伝説考」を『東亜之光』に寄稿（6-8月号）。
- 大正3（1914）黒板勝美『義経伝』刊行。
- 大正3（1914）第一次世界大戦（1914年7月-1918年11月）
- 大正4（1915）鳥居龍蔵『蒙古及満州』刊行。
- 大正6（1917）ロシア革命
- 大正7（1918）シベリア出兵（1922年まで）
- 大正12（1923）中井錦城『無用の書 丑の巻』刊行（「源義経と成吉思汗」参照）。
- 大正12（1923）関東大震災
- 大正13（1924）小谷部全一郎『成吉思汗ハ源義経也』刊行（杉浦重剛序文・徳川家達題字）。
- 大正14（1925）雑誌『中央史壇』による臨時増刊号「成吉思汗は源義経にあらず」出版。
- 大正14（1925）金田一京助『アイヌの研究』刊行。
- 大正14（1925）小谷部全一郎『成吉思汗ハ源義経也 著述の動機と再論』刊行。

### 両者の年表
| チンギス・ハン | 和暦/西暦                  | 源義経 |
| --- | -------------------------- | --- |
| （以下の発生年は推定） | 平治元年 （1159年）        | 義経の生年。源義朝と九条院雑仕の常盤との間に生まれる。幼名は牛若丸（遮那王丸・源九郎とも）。但し、幼名は伝説。                                                                                |
| モンゴル中央高原でテムジン（後のチンギス・ハン）誕生。右手に“血”の塊を握っていたと伝承。父はイェスゲイ。                                                                                                  | 1162年？ 1167年？ 詳細不明 | |
| | 嘉応元年 （1169年）        | （伝）義経が鞍馬寺に預けられる。遮那王に名前を変える。但し、鞍馬寺に預けられた事のみ吾妻鏡に記載（年月は不詳）                                                                                |
| | 承安4年 （1174年）         | （伝）義経が奥州へ向う。但し、秀衡を頼って元服後奥州へ下向した事は吾妻鏡に記載（年月は不詳）                                                                                                  |
| テムジン、コンギラト部族のデイ・セチェンの娘ボルテと結婚するが、メルキト部族にボルテを奪われる。以後約9～10年間行方不明。                                                                                 | 1178年（治承2年頃）        | |
| | 治承4年 （1180年）         | 義経、黄瀬川の宿で頼朝と対面（22）。 これ以降が史料上（吾妻鏡）明確な義経の足跡。これ以前は不明。                                                                                             |
| | 治承5年 （1181年）         | 大工の馬事件：鶴岡八幡宮若宮の棟上式において、工匠たちに与える馬を引かせられた。たとえ兄弟であっても、義経は頼朝の御家人の一人にすぎないということを認識させた事件（23）。以後3年間行方不明。 |
| | 寿永3年 （1184年）         | 宇治川の戦い：1月20日兄範頼とともに宇治川の合戦に勝利し、義仲を近江粟津に敗死させる。壇ノ浦の合戦。（26）                                                                                     |
| | 寿永5年 （1185年）         | 義経京に凱旋するも、頼朝の怒りを買い、鎌倉入りを許されず都落ちし、大物浦より西国へ向かうが、暴風雨により失敗（11月6日）。その後消息不明。（27）                                               |
| テムジン、メルキト部族をプウラ・ケエルで破りボルテを奪還。 | 1187年（文治3年頃）        | |
| テムジン、一回目の「ハン」を宣言（年月不詳）後、蒙古源流では、雞の年（己酉なら1189年、一回りあとの辛酉なら1201年）にテムジンが新たにGür Qanとなった盟友ジャムカと一大決戦を行なって破れる（十三翼の戦い） | 文治5年 （1189年）         | 奥州衣川で義経自害。（31） |
| ウルジャ河の戦い（金史に記載：テムジンが歴史史料に初出） | 1196年                     | |

## 偽本（捏造書）の存在

### 金史別本について

#### 金史別本（金史列将伝）とは
享保2年（1717年）、医師・加藤謙斎による『鎌倉実記』全17巻が刊行されると、引用書目に掲げられた『金史別本』なる史書が注目を浴びた。金国の正史『金史』（全135巻・1344年成立）の異本を意味したが、加藤は『鎌倉実記』最終巻の末尾に「高館没落義経金国に遁（のがるる）事」との項をたて、『金史別本』中の列将伝の一節として、以下の通り引用した（全文）。
```
「金史列将伝ニ曰　金史別本　範車国ノ大将軍源光録義鎮ハ、日東ノ陸華仙権冠者義行（義経を指す：引用者注）ノ子也、始メ新靺鞨部ニ入リ、千戸邦ノ判事ト為ル、身ノ長六尺七寸、性温和ニシテ勇猛、才思諸部ニ甲タリ、外夷多ク随フ、拝シテ学館ニ入リ礼義ヲ弁ズ、後チ咸京録事ニ遷ル、章宗詔シテ光録大夫ニ転ズ、累リニ大将軍ニ任ズ、久ク範車城ヲ守リ北方ヲ押ス、往昔権冠者（義経を指す）東小洋ノ藩君、章宗顧厚賞、総軍曹事ノ官ニ定メ、北鉱ニ入ラ令メ、不日蘇敵ヲ破ル、印府ヲ得テ、翻リ来リ幕下ニ属ス、範車ヲ築キ護ル焉、頃北天ヲ侵シ、龍海ヲ渡リ、一ノ嶋ヲ得タリ、山河麗奇ニシテ悉ク金玉也、民霊草ヲ煎ズルコトヲ知テ、少ク五穀ヲ食フ、生肉ヲ屠ルヲ甚ダ嫌フ、故ニ邪煩無ク、老仙伊香保ノ行辰本命ノ法ヲ行フ、儀相異怪無シ、徳故人ニ勝レル、義行帰趣シテ尊敬シ長寿ヲ得タリ、後チ中華ニ遊テ隠顕更ニ定ラズ」（原文は漢文）
```

さらに自注（私見）として、以下のように追記した。
```
「…蝦夷ハ金ノ地続キニシテ一名ヲ毛人
女直
トイフ金ノ本名ヲ女真トモ女直トモイヘリ俗説ニ蝦夷人義経ヲ信敬スル神ノ如シイカサマニモ蝦夷ヲ従ヘテ後ニ金ニ渡リ章宗ニ仕ヘ玉フナルヘシ」
```

金史列将伝にある範車国大将軍「源光録義鎮」とは、「権冠者義行」つまり義経の子で、義経自身も章宗に仕えていたという。
2年後、仙台藩史を編纂した儒者・佐久間洞巌は、『奥羽観蹟聞老志（かんせきもんろうし）』巻17「義経事実考附録」で別本を引用、義経が金に渡ったことは「異国の書に符合すれば決定疑うべからず」とした。
洞巌と文通交流のあった新井白石は、『金史別本』の記述について疑問を挟みつつもかなりの興味を抱いた。白石は水戸藩の儒者・安積澹泊への書簡で、「金逸史の事…誰某（たれがし）見候とばかりにて、写しも得られず候の事、俗人の疎放にやと、是非に及ばず候」（享保8年7月12日・1723年）としつつも、別の書簡には、「金史に義経の事候由、いかにもいかにも六七年以前に、此方へも僧家（そうけ）事候て、金史一行も残らず暮らせたる事に候、兎角見え候わぬ故、伝聞の訛（あやまり）と打ち捨てさし置き候らいき」と記したが、入手できそうだと聞くと写しを所望した（『新安書簡』『新井白石全集5』所収)。
白石は別本を疑い、全体の拙さから即座に謀書であることを見抜き、年月日未詳の書簡では以下のように憤った。
```
「地名官号はさておき、文字の拙き、一句として見るに足るべくも候所もなく覚候、世にはかかる妄人も候て、世をたぶらかし人を欺き候事、いかなる事に候歟」
```

一方、儒者・篠崎東海も『金史別本』を疑った一人で、元文5年（1740年）刊『東海談』巻上で、同書に対して痛烈な批判を行っている。東海は偽書の作者は中根丈右衛門の知音（友人）とし、さらに
```
「鎌倉実記の編末に、金史別本と云書を引て書たるは、跡形もなき空言也、予金史別本と云は偽書也と知て中根丈右衛門と論じて偽作せし人を屈服せしめたり、中根氏も是に我を折し也」
```

と、中根を介して「偽作せし人」を屈服させたとしている。
これが徐々に知れ渡り諸書で『金史別本』批判がおこなわれた。佐久間洞厳の弟子で仙台藩医・相原友直は『平泉雑記』巻一の「義経蝦夷へ渡る」で詳細に史料を吟味し、史料は『吾妻鏡』によるべきとし、異国で義行という名を名乗ることや日東陸華仙などという地名はないと反論し、『鎌倉実記』は人々を欺く偽書と批判した。
明治期、この偽書について金田一京助は、永田方正による「『鎌倉実記』と『金史別本』の作者は沢田源内」という考証を踏襲し、沢田源内を捏造者と断定した（京華日報社『世界』75号所収）。作家光瀬龍もこの金田一説を支持し、NHKのテレビ番組で論説した（歴史発見）。

#### 偽撰者は沢田源内か
永田方正・金田一京助の説に従えば、『金史別本』の作者は沢田源内で、篠崎東海のいう中根丈右衛門の友人も沢田ということになるが、断定するには難点がある。
『大系図評判遮中抄』によれば、沢田源内は元禄元年（1688年）年に70歳で病没したとされている。逆算すれば元和年間（1615-24）初期の生まれとなるが、伊勢貞丈『安斎随筆』の「澤田源内」に、沢田は既に慶長年間（1596-1615）に捏造活動をしていたとされ、元禄元年と70歳没という数字のどちらかが怪しくなるが、そもそも篠崎東海は貞享4年（1687年）生まれなので一世代ずれがあり、篠崎の記述が事実であるならば、彼が屈服させたのは沢田ではないと推定される。
岩崎克己は、『鎌倉実記』の著者加藤謙斎を金史別本の偽撰者と断定し、金田一は義行傳（金史別本）の偽作は沢田源内に胚胎するもので、『鎌倉実記』を沢田の偽作としたが、永田方正の誤解をさらに誤解したものと評した。「沢田源内を加藤謙斎に置き換えると謙斎は享保9年（1724年）の春に没しているから、多少現実味を帯びてくる。沢田源内が『金史別本』の偽撰者とするには根拠がなく、『和学弁』（東海談）記載に従い『鎌倉実記』の著者（謙斎）に当てるのが自然の順序である。金田一博士の説のごとく『鎌倉実記がまずまんまと騙されて、麗々とその偽作の文句を引用した』のではなく、騙したのは『鎌倉実記』そのものであり、偽作の『金史別本』は『鎌倉実記』の著者加藤謙斎その人の創作なのである」。
作家・森村宗冬は、金史別本捏造の大ペテン師のような印象を持つが、加藤謙斎の実像は教育者にして医学者であり、医学・儒学・本草学・詩文に通じ、京都で医業を営む傍ら多くの門人を育成、『日用療法』などの医学書も書いている。贋作作成を生活手段としているならいざ知らず、地位・教養を身につけている加藤が本当に偽撰者か疑問視している。

### 図書輯勘・輯勘録・大清会典副本など
岩崎克己の研究によれば、『金史別本』の他、『図書輯勘』、『大清会典』副本などの捏造書があるという。例えば、国学者・森長見による『国学忘貝（わすれがい）』（天明3年・1783年）では、清朝が編纂した1万巻の百科事典『古今図書集成』のなかに『図書輯勘』130巻があり、清帝自身による序の略文として、
```
「朕姓源義経之裔其先出清和故号国清トアリ清ト号スルハ
清和帝
ノ清ナリト或儒考ヲ加ヘ書ルヲ前年見テ不審ナリシ…」
```

森長見自身は「不審」に思い、実際に古今図書集成は輸入され官庫に納められたことは確認したが、上記序文の存否は不明とした。また、5年後に刊行された峻諦『浄土真宗名目図』（天明8年・1788年）では、『十八史略』から引用した「震且世記」という中国王朝の系統図の末尾に、以下のような注が記された。
```
「明和三年五月新渡図書集成六百套。九千九百九十六巻。清蒋天錫奉勅挟定。中有輯勘録三十巻。第三十序云。乾隆皇帝述。我姓源義経裔。其先清和姓源故国号清姓源。出
伊藤才蔵
之記。」
```

同様の話題はすでに、儒者・戸部愿山『韓川筆話』（明和6年・1769年）は、「『古今図書集成』中に清朝皇帝の先祖は源義経」と記されているとした。また俳人・蓑笠庵梨一の『奥細道管菰抄（すがごもしょう）』（安永7年・1778年）では、「衣川」の解説文に「今ノ中華ハ韃靼人ノ治ニテ世ヲ清ト云其ノ先ハ義経ヲ祖トス故ニ世号モ亦清和源氏ノ清ヲ取ト乃チ清朝ニテ撰述セシ図書大成ト云書ニ載スト聞ヌ」という同門の俳人神谷玄武坊からの伝聞を紹介し、これは清朝王城下の門戸に義経の画像が掲げられているという白石の蝦夷志の記述と符合し、「義経高館ニ死セズ蝦夷ヲ経テ中華ニ渡ルコトハ実ニシテ明カナリ」とした。
従って、それぞれ記述に若干差異があるが、義経＝清朝先祖説は18世紀後半に集中的に広まっていたことが知られる。一方、幕臣・伊勢貞丈は『古今図書集成』の序文の写しを見る機会に恵まれたが、「義経先祖」の文言はなく、『安斎随筆』巻5において「巷で囁かれている『古今図書集成』云々の話は大嘘である」と怒りを露わにした。医師・桂川中良はこの話題に強い関心を持ち、兄・桂川甫周の力を借りて紅葉山文庫所蔵『古今図書集成』を閲覧したが、初巻、蔣廷錫（しょうていしゃく）の表文、いずれも「義経」の記述はなく、総目録に『図書輯勘』そのものがなかったという旨を『桂林漫録』（寛政12年・1800年）に記した。
岩崎克己は、「古く伊藤蘭嵎（才蔵）の名が引き合いに出されているところから見て、京都がこの説の発展に重大な寄与をしていることは推察に難くない。しかし更に遡れば実在の本書に何らかの関わり合いを持った者の空想がこれに参画していたのではなかったか」として、『古今図書集成』が輸入された際、長崎か江戸で検閲に当たった書物改役が解題（書物・絵などの解説）のついでに捏造した可能性を指摘している。

#### 虚説の広まり
文久2年（1862年）版の『倭訓栞』中編巻28「よしつね」項では、『鎌倉実記』の「金史別本」を引用した上で偽作とし、さらに長崎年寄で書物改役・後藤貞栄（さだえ）と思われる人物の説として、「清を清和の清にて義経の末といふこと図書集成にも見えず金史も亦いぶかし」とし、また北京南門の扉に描かれた「甲冑よろへる武者」は清朝太祖とされるが、それを見て帰った邦人は義経に似ていたというので、来日した清人に改めて聞いたところ、長崎諏訪社の義経弓流しの絵馬のようなものだと答えたという（『増補語林倭訓栞』皇典講究所）。
医師・橘南谿『北窓瑣談』は、寛政年間（1789-1801）の記事を中心とするが、後編巻一には「往年唐土より大清会典といふ書を関東に献ぜし事の有し其中に今の清朝は清和源氏の流れにして、源義経の末裔なる事を載せたり」という伝聞を記し、それは後年差し戻されたその書物の「副本一部」を長崎の唐通詞神代氏が家蔵し、それを常に見ていた息子・太仲が京で南谿に物語った話とした。続けて木村兼葭堂によれば、以前所持していた『大清会典』をある諸侯に献上したが、清和源氏のことは見覚えがないというので、恐らく「虚説」で太仲が幼少の頃の出来事なので「見誤り」だろうとした。
また、尾張藩の儒者・恩田蕙楼（けいろう）の『竈北瑣語』では、「香祖筆記」と題する項に「…義経海を航して北夷に入り、蒙古別部に居て子孫相続し、後世強大になり、明を滅ぼし、天下を掌握し、国号を清と呼ぶといふこと、香祖筆記といふ書にみへたるよし、或る人かたりき」と伝え、松前広長の『夷酋列像附録』（寛政2・1790年）にも、「清朝撰するところの図書集成中に、源延尉韃靼に到れるよしをのせたりとぞ」云々とあり、松前藩家老を務めた文人までも不確かな伝聞を記した。
さらに、江戸後期の国学者・伴信友（本居宣長の養子大平に師事）は、『中外経緯伝草稿』第2巻（天保9年・1838年）にて、熊本の国学者・中島広足によれば、長崎の唐通詞・水野某が唐商・江芸閣に、清国の王は義経の子孫で図書集成にも徴があるという一説について尋ねたところ、浅学でその書は知らぬが清王の祖は貴国より出たという俗説があり、それは玉牒天潢世系という書に見えると友人に聞いたことがある、という二重の又聞き伝聞を紹介した（但し、直後に図書集成の件は「大偽なり」という先人の見解を注記）。
一般には、『鎌倉実記』『国学忘貝』そのものや、その批判書を読むことなく清祖＝義経とする虚説、伝聞が広く浸透していたと思われる。

## 義経入夷伝説以降を論じた人々

### 本朝通鑑など
江戸幕府の命で林鵞峰（林羅山の三男）が編纂し、寛文10年（1670年）に完成した『続本朝通鑑』巻79には、泰衡に攻められた義経が自害した記事がある。末尾には「俗伝」として様々な俗説が書かれており、その中には弁慶の立ち往生などと並んで、「俗傳又曰、衣河之役義経不死、逃到蝦夷島存其遺種」（俗に伝えるところでは、義経は衣川の戦いで死せず、逃れて蝦夷島に至り、その後裔が今に残る）という記述がある。また、元禄3年（1690年）刊行の南宗庵『残太平記』では、巻七「罪人遠島流刑評定之事」に「文治五年伊与守義経奥州衣川高館ノ城ニテ自害ト云ヘ共、死間ノ謀（ハカリゴト）ヲ以テ、義経弁慶夷嶋（エゾガシマ）ニ渡テ方便ヲ尽シ給ヒシカバ、夷人（エゾジン）大ニ尊ミ今ノ世マデモ義経大明神ト祭リ崇メテ、日本ノ伊勢大神宮ノ如ク恐レヲ成ス、是レ一ノ奇特ナリ。此嶋ヨリ韃靼国ヘハ、海路六十里ヲ阻テ通路ヨシト語リケル、是可慎嶋（ツツシムベキシマ）ナリ、罪人ヲ流ス共国広ケレバ、如何成謀ヲヤ成ベキ」と伝えられた。

### 徳川光圀
水戸藩第2代藩主・徳川光圀は義経入夷説に執着し、『大日本史』編纂事業では、その一環として調査団を組織、快風丸を建造して蝦夷地に派遣した。貞享2年（1685年）、元禄元年2月（1688年3月）など、数回にわたって航海が行われたが、同説を裏付けるほどの結果は得られなかったが、蝦夷地に義経・弁慶にちなんだ地名があること、義経がアイヌ民からオキクルミ（狩猟や農耕をアイヌに教えた神）として崇められていると報告した。1906年（明治39年）に完成した『大日本史』巻187列伝114「源義経」においては、義経の首の搬送期間が長かったことも当時から不審に思われており、義経は死を偽って逃亡したのではないかと注記された。
```
「世に伝ふ、義経衣川館に死せずして、遁れて蝦夷に至ると。今東鑑を考ふるに、閏四月己未（新暦6月15日：引用者注）、
藤原泰衡
義経を襲ひて之を殺す。五月辛巳（新暦7月7日）、報至り、将に首を鎌倉へ致さんとせしが、時に源頼朝鶴岡の浮圖（仏塔）を慶したり。故に（泰衡へ）使を遣はして之（首の鎌倉搬送）を止む。六月辛丑（新暦7月27日）、泰衡が使者、首を斎して
腰越
に至り、漆函もて之（首）を盛り、浸すに美酒を以てす。
頼朝
、
和田義盛
、
梶原景時
をして之を検せしむと。己未より辛丑に至るまで、相距ること四十三日。天、時に暑熱なり、函して酒に浸したりと雖も、焉ぞ壊爛腐敗せざることを得ん。孰れか能く其の真偽を弁ぜんや。然らば則ち義経は偽り死して遁れ去りしか。今に至るまで
夷人
義経を崇奉し、祀りて之を神となせり。蓋し或はその故あらん」（原文は漢文）
```

```
「松前城下より下ったサルという地に、陸行で九日の距離で、源義経公が上陸した場所と伝えられています。
伝承によれば、義経公はアイヌでサルを統治していた大将の婿になり、サルに程近いハヘという屋敷を構えたそうです。その後、大将の宝物を盗んで本土に引き返したそうです。アイヌの言葉で義経公はウキクルミ、弁慶をシャマニイクルと呼んでいます。蝦夷で昔から伝承されていますが、真偽の程は判りません」
元禄
元年の快風丸調査報告
```

### 新井白石
6代将軍家宣の侍講を務めた儒者・新井白石は『読史余論』（正徳2年・1712年）で、アイヌ民話のなかには、小柄で頭のよい神オキクルミ神と大男で強力無双の従者サマイクルに関するものがあり、この主従を義経と弁慶に同定する説のあったことを紹介、当時の蝦夷各地の民間信仰として頻繁にみられた「ホンカン様」信仰は義経を意味する「判官様」が転じたものと分析したが、義経が蝦夷から韃靼に渡り金の将軍になったという噂の金史別本を読み安積澹泊宛にそれが偽物であるとの手紙を書き、義経蝦夷脱出に関しては断定を避けた。古くから義経の入夷説はアイヌの間にも広まっていたが、更に千島、もしくは韃靼へ逃げ延びたという説も行われ、白石は同書の中で『吾妻鏡』を信用すべきかと云いながら、幾つかの疑問点を示し、義経の死については入夷説を長々と紹介し、更に入韃靼説も付記している。また、『蝦夷志』（享保5年・1720年）でも同様の主張をし、これが長崎出島のオランダ商館長イサーク・ティチングに翻訳され、欧米に紹介された。ただし、白石は義経の韃靼行には触れているが、全面的に肯定しているわけではない。
```
「義経手ヲ束ネテ死ニ就ベキ人ニアラズ、不審ノ事ナリ。今モ蝦夷ノ地ニ義経家跡アリ。マタ夷人飲食ニ必マツルモノ、イハユル『オキクルミ』ト云フハ即義経ノ事ニテ、義経後ニハ奥ヘ行シナド云伝ヘシトモ云フ也」（読史余論）
```

```
「俗尤敬神、而不設祠壇、其飲食所祭者源廷尉義経也、東部有廷尉居止之墟、土人最好勇、夷中皆畏之（夷俗凡飲食乃祝之曰オキクルミ、問之則曰判官、判官蓋其所謂オキクルミ、夷中所称廷尉之言也、廷尉居止之地名曰ハイ、夷中所称ハイクル、即其地方人也、西部地名亦有弁慶崎者、或伝廷尉去此而踰北海云、寛永間、越前国神保人、漂至韃靼地、是歳癸未、清主乃率其人、而入于
燕京
、居歳余、勅遣朝鮮送到而還、其人曰、
奴児干
部門戸之神、似此間画廷尉像者亦可以為異聞）」（蝦夷志：句点は引用者）
```

原田信男は、新井白石は『蝦夷志』で義経が韃靼に渡ったと推論しているとし、安積澹泊との往復書簡でも微妙な立場をとり続け、白石と澹泊は文献重視の立場から義経自殺説を真っ向から否定できなかったが、心情的には生き延びて蝦夷地に渡った説にしたかったのだろうと述べている。

### 神沢杜口
江戸中期の俳人・神沢杜口は『翁草（おきなぐさ）』巻28「諸録抜萃」で金史別本を引用、巻177「国学忘貝抜萃」でも偽説を抜粋した。そして巻186「清朝天子源義経裔の説再考」では、そもそも清朝は北の蛮族であるからそれを恥じても「天子自ら図書輯勘に序して日本の裔と称せらるる事、我朝の美名、万世に伝えて、吾が國の光明たり」と記し、先の「国学忘貝抜萃」では、「（義経が）西土を掌握し有し事、実に快然たる哉」と感想を述べている。
原田信男は、「金史別本」「図書輯勘」を捏造してまでも義経を大陸での英雄に仕立て上げたかったのかと驚嘆し、まさに近世後期の多くの知識人たちは、義経伝説を「美しい歴史」へと転換させようとしていると述べている。

### 古川古松軒と菅江真澄
江戸中期の旅行家・古川古松軒は、天明8年（1788年）に幕府巡見使随員として蝦夷地を訪れた。寛政元年（1789年）敲の『東遊雑記』巻七で、「義経公主従数人ソウヤ（宗谷：引用者注）より夷人を召連満州の地に渡り給ひ、韃靼国迄もゆき給ふと」いう伝承について尋ねたが、「さしての言伝へ」もなかったとし、「予が考には、ソウヤまで行事甚易く、ソウヤよりマンチウ（満州）へ渡る事も長崎より南京へ渡る程の事にはあらず、義経公渡り給んとの事ならばやすかるべき事ながら、肉食と寒気の事は日本育ちの人凌ぎ難き事にして、案外の地なるよし、松前人多月ソウヤへ至りては寒気を凌難くて、大丈夫の者も恐るるよし。ソウヤよりマンチウ及韃靼は北方にて、寒気猶強かるべし。然れば義経公の韃靼へ渡りし事は好事家の説成べし。此事いまだ詳ならず」と否定的見解を示したが、「清朝の太祖はマンチウの人にして賢君の名あり。義経公マンチウに渡り給ひし事跡マンチウの夷人言伝え、それを又ソウヤに伝ふ事にて、清の太祖は義経公の子孫に相違なしと言へり。信じ難き説ながら人の語りしを記せるのみなり。是を見る人の考へもまたあるべし」と記し、渡満説の是非は読者の判断に委ねた。
一方、同じく旅行家の菅江真澄は古松軒とほぼ同時期に蝦夷地に渡ったが、一介の旅人として4年間滞在し現在の道南エリアを訪ね歩いた。寛政4年（1792年）執筆の旅日記『蝦夷迺手布利（えぞのてぶり）』では、義経入夷説は室町時代下野国の武将・小山隆政の入夷説と混同した結果であるとして、「…判官義経の公をアヰノども、ヲキクルミとて、いまの世までもいやしかしこみ尊めり。あるいはいふ、夷（アヰノ）の、判官とて、おそれかしこみて神（カムヰ）といただきまつるは、小山悪四郎判官隆政と聞へたりし人、蝦夷の国の戦ひに鬼神のふるまひをなして、いさをしすくなからじ。小山統の家には巴の図（かた）を付てければ、巴を蝦夷（アヰノ）ら判官（オキクロ）のみしるしとて、かれにもこれにも彫て、身のたからといふいはれしかじか。（天注：小山四郎判官隆政は下野大掾義政の子たり。小山の家なる自標は双頭の巴形なり、さりければ蝦夷の国に巴をめで貴めり。是をなにくれの調度に刻て家の護りとす。蝦夷は巴をたふとむと、いやしくもおもひ、此島へ渡す具どもに何のわいためなう三頭の巴を標してわたせば、蝦夷人これを見て、をのがもてる具どもに三巴を彫てけることしかり）源九郎義経の、ゆめ此嶋へ渡給ひしよしのあらざめれど、義経の高き御名をかりにかがやかして、蝦夷人らををびやかしたる、名もなき、ひたかぶと（直甲）のものの、をこ（痴）なるふるまひにてやあらんかし。おもふに、小山判官と九郎判官と、蝦夷人が、うちまどへるにや。西の浦江差の磯辺に小山の観音て、その菩薩の堂を社に作りて、隆政のはぎばき（𦙾巻）をひめ斎るよし。うへも、悪四郎のその勲功ぞしられたる」と、菅江もまた否定的見解を残した（引用部分の現代語訳は「函館市地域史料アーカイブ：南茅部町史 上・第三編第一章第二節」を参照）。
なお、菅江と同様の見解は、すでに伊勢貞丈『安斎随筆』24巻でも「小山悪四郎蝦夷へ渡る事」と題して指摘されていた。

### 松浦静山
肥前国平戸藩第9代藩主・松浦静山は高い教養を身につけていたが、文政4年（1821年）から20年書き続けた『甲子夜話』正編巻88では、「義経韃靼に往しは実事なるべし」と記した。既に巻63では「予『金史』を見るに、此文なし」と金史別本を否定し、続編巻18でも「金史別録ママ」を偽書と断定し、『図書集成』にも該当する記事がないとしながら、最終的には義経の清祖説を紹介している。しかも、「愛新覚羅は今の音にて『アシハラ』なり…葦原中洲（あしはらのなかつくに）の訓に通うも何の故にや。亦其れの初めの我が国と続くことも有りてなるか」という論法を展開した。

### 伴信友
国学者・伴信友は、その著『中外経緯伝草稿』第2巻（天保9年・1838年）にて、『太田道灌日記』には「世に伝ふる事あやまり多し、為朝大島にて討れ、義経衣川にて討れたりといふは偽なり、為朝は高麗へ渡り…義経は蝦夷へ落し事もしるし明なり」とあることから、中国・朝鮮の18種の史書を紐解いて義経＝清祖説を独自に考証・解説した（但し、帝国大学教授・星野恒「源義経ノ話」によれば、『太田道灌日記』自体が偽書であるという）。
それによれば、元に滅ぼされた金（女真族）の領域は、明代に韃靼と称され、建州女直・海西女直及び極東最遠の野人女直の3つに大別されたが、清朝初代皇帝奴児哈赤（ヌルハチ）は、建州女直の奴児干（ヌルカン）から出て各地域を併合して満州と号した。奴児干は上記越前神保の漂流民が義経似の絵札を目撃した地である。また、『清実録』によれば、清朝の祖は、姓は愛新覚羅、名を布庫里雍順とする者が満州を開基し、その後裔・孟特穆が清朝肇祖として「原皇帝」と称されている。一方、『武備志』女直考に「建州左衛都督孟哥帖木児為七姓野人所殺」とあり、野人とは蝦夷方面を指す野人女直を意味し、従って孟哥帖木児を殺したのは蝦夷人と推定した。ここから「義経蝦夷より金国に渡りて、其王に属て功をたて、身を起し、奴児干の酋長の家を嗣で、門地を興隆したりつるが、その子孫孟特穆におよびて、建州の都督になりたるを、殊に挙て清王が肇祖といへるにもやあらむ」、さらに「さてかくおし定て考ふるに、かの孟特穆が諡を原皇帝と称へるも、義経の姓の源字をはやくより重き称とこころえをり、原字に通はして用ひたりげにきこえ、また其後孫弩爾哈斉（かれがいはゆる太祖：引用者注ヌルハチ）が世におよびて、さらに国号を建て、清と称へるも、かしこかれど、源氏の御祖の清和と申御諡号につけて、その清字を源字にもまさりて重く尊き称なる由に、おろおろ聞伝へて用ひたりしにもやあらむ」と考証した。
なお、現代の解釈では、伝説上の孟特穆と孟哥帖木児は同一人物と推定されており（孟特穆参照）、伴の考証は破綻するが、中国・朝鮮の各々の史書により所伝・系譜も異なっていることから、伴のように解釈する余地がもともと存在していた。

### 間宮林蔵
江戸後期の探検家・間宮林蔵は『窮髪紀譚』において、義経渡満説を載せている。
```
「満州人に源義経蝦夷より満州へ入りし事を度々尋ねしに聢（しか）といたせし証拠はなく候ヘども当時漢土の天子は日本人の末なりといふ事承り伝へ候……おもふに蝦夷へ行し我国人の言葉聞伝へたるにてあらん歟」
```

と述べている。さらに、
```
「唐太（
樺太
）を離れてマンコの川（
黒竜江
）を五十里ばかり上ったところのアヲレヒと云う処で、青石に日本画風で描かれ
錐
の様なもので彫った二
疋
の馬の絵を発見し、異国の筆法ではないと確信した。
間宮も描いてみたいと所望したが拙くて辞めた。右の馬の絵はもしや義経公かもしくはその従者か。
蝦夷地に弁慶崎というところがあるが、正しくは世人の誤りで蝦夷言葉（
アイヌ語
）にヘンケルという言葉があり、これはヘンケルサキであって弁慶崎ではない」
```

と述べた。林蔵が推測しているように、和人やアイヌ民族と満州の地の人々との間に密接な交流があったと言う史実を単に物語るに過ぎない。
幕府は間宮林蔵に北方探検を命じ蝦夷近辺の物産調査、北方の領土調査、ロシアの動向、貿易の可否調査が主な内容だったが、義経の子孫が蝦夷を経由し、大陸に渡ったのではないかという調査も探検の目的に含まれていた。

### イザベラ・バード
英国の女性旅行家イザベラ・バードは、1878年5月から12月の7か月間、日本国内を旅行し、その記録を Unbeaten tracks in Japan , 1880（日本奥地紀行）と題する全2巻の書簡体旅行記にまとめ出版した（のち短縮版出版）。その中でバードは、アイヌの言語や風俗習慣を調査するために短期間ながら寝食を共にした北海道・平取のアイヌ集落で、彼女が怪我人や病人の世話をした礼として特別に、西洋人として初めて義経神社（The Shrine of Yoshitsune）に案内してもらった模様を伝えている（現存の神社ではなく、当時は聖地ハヨピラに祀られていた）。
```
「崖の突端、ジグザグ道の頂上には、日本本島の木立や高台でよく見かける木造の寺院あるいは神社が建っている。明らかに日本式建築だが、それに関してアイヌの伝承は黙して語らない。私が立った場所にはそれまでヨーロッパ人は誰ひとり立ったことはなく、身の引き締まる見聞であった。副首長が引き戸を引くと、全員が敬意を表して頭を下げた。それは白木からなる素朴な神社で、奥にある広い棚の上には、象嵌された真鍮の甲冑を身につけた歴史上の英雄義経像を収めた厨子、金属製の御幣が数枚、変色した真鍮のろうそく立て二脚、細々と描かれた中国の彩色画があった。（後略）」（短縮版 LETTER XXXVI-Continued より）
```

さらに脚注では、義経について以下のように解説した。
```
「義経は日本の歴史上最も人気のある英雄であり、少年たちの特別なお気に入りである。彼は、1192年に勝者としてミカドより征夷大将軍（夷狄を征伐する将軍）に任ぜられた頼朝の弟で、頼朝とは、ヨーロッパ的概念で日本の「世俗的皇帝」と曲解された大将軍の初代を務めた人物である。勝利者として真の名誉を称えられた義経は、兄の嫉妬と憎しみの対象となり、諸国を追われ、通説では、彼は妻子を殺した後、切腹。その首は酒漬けにされ鎌倉の兄のもとに送られた。しかし、知識人たちは彼の死に様、時期、あるいは場所について納得していない。義経は蝦夷地に逃れ、長くアイヌ民とともに暮らし、そこで12世紀末に死を迎えたと信じている者も多い。アイヌは誰よりも堅くそう信じており、彼らは義経が祖先に文字と数字をもって文明の諸技芸を教え、さらに正しい法を授けたと主張し、彼らの多くが義経を法の番人を意味する名称のもとに崇拝している。私は平取・
有珠
・
礼文華
（レブンゲ）の長老らから、後代のある日本人の侵略者が技芸を伝えた書物を持ち去ったため、以来技芸そのものが失われ、アイヌは現在の状態に陥ったと聞かされた。なぜアイヌはナイフや槍だけでなく鉄や粘土で器を作らないのかと尋ねると、『日本人が書物を奪ったのだ』という決まり文句が返ってくる。」（短縮版 脚注 [21] より）
```

### 鳥居龍蔵
人類学者・鳥居龍蔵は事あるごとに義経＝ジンギスカン説を否定している。明治38年（1905年）2月1日付読売新聞は「亜爾泰（アルタイ）山頭の神鏡」と題して、バイカル湖辺アルクスク約50里のアラールス・スカヤステープの一小村にあるラマ廟が安置している神鏡には、高砂の尾上松、爺と姥、鶴亀の紋、「正三位藤原秀衡朝臣謹製」の文字があり、これが源義経を想起し、義経＝成吉思汗説も事実無根ではないのではないか、という記事を掲載。これに対し、鳥居は2月4日付同新聞で、鏡に『正三位藤原秀衡朝臣謹製』と記すのは江戸時代に盛んに行われ、それがアイヌを仲介者とする北方交易によって大陸に入り、それがたまたまその地に収まったに過ぎないと論説した。

### 金田一京助
言語学者・金田一京助はジンギスカン説はもちろん入夷説に否定の立場で、御曹子島渡の説話が蝦夷地に渡り、アイヌの口にも「判官様」が知られているのを後世の人々が知って広まらせたということを聞き出し、アイヌは義経を口承文芸にしていないと述べている（『旅と伝説』所収、1930年）。また、オキクルミはアイヌの創造神であり、アイヌにとっては迷惑な話だったが、判官＝オキクルミという話をすると、内地の人が喜ぶのでそう話すことがあったとアイヌから本音を聞きだした（『アイヌ文学』1933年）。金田一は明治期に偽本である金史別本の作者を沢田源内と断定した。なお、小谷部全一郎は『成吉思汗ハ源義経也・著述の動機と再論』で、金田一と応酬している。「史論としては、まず結論から入っていて、自分だけの都合のいい情報だけを抜き出して採用し、都合のよくないものは初めから棄てている。『史論』は吟味を加え客観性をもって調べなければいけない。『伝説』は人々がそのまま事実と信じるから伝わるのであって、それが正しいかどうかは分からない。この説は小谷部氏の『義経信仰』ですよ」と金田一は答えたが、小谷部に「売名行為であり、学徒としても薄弱だ」とやりかえされている。
同じ否定論者でも金田一は多少異なり、他の学者が文献を元に史実と合わせ、論説を行うというスタイルに対し、金田一は文献ではなく事象からの推論を固める方式で、その結果として義経生存説を否定するというスタイルをとった。
- 義経入夷譚が江戸時代初期の寛文年間に集中していること
- 『御伽草子』の「御曹子島渡」や義経語りが、蝦夷地での義経伝説として波及したこと
- 所謂『判官びいき』が義経生存説の勃興に大きく影響したこと

など、義経生存説否定の研究上、金田一の影響は少なくなかった。しかし、金史別本を沢田源内の偽作と決めつけたり、年代を間違えたりしている事などから、語学者としては実績があるものの、史家としての信頼性は高くない。

## シーボルトの説
文政6年（1823年）に初来日し、5年後にシーボルト事件を引き起こしたことで知られるオランダ商館医のドイツ人医学者シーボルトは、独自の日本研究に基づいて義経＝ジンギスカン説を展開した。
その契機となったのは、新井白石の『蝦夷志』及び『読史余論』で、長崎出島の商館長イサーク・ティチングによって翻訳され、コンラッド・マルテ・ブルンが『地理および歴史に関する探検旅行記録集』に掲載したものを読んだという。白石が『蝦夷志』で義経が韃靼に渡ったと記しているとことと、友人であるオランダ語通詞・吉雄忠次郎からの義経はさらに元の祖となったという話を基に、1852年刊行の『NIPPON（日本）』第1編・第5章の注記10として、以下のように記した。
```
「義経の蝦夷への脱出、さらに引き続いて対岸のアジア大陸への脱出の年は、蒙古人の歴史では蒙古遊牧民族の帝国創建という重要な時期にあたっている。
『
東蒙古史
』には豪族の息子
鉄木真
が28歳の年
ケルレン川
の草原において
アルラト
氏によって
可汗
として承認された。
…その後間もなくチンギス・ハンははじめ
オノン川
のほとりに立てられた九つの房飾りのついた白旗を掲げた。
…そしてベーデ族四十万の支配者となった。」
[
38
]
```

論点は以下の通り。
- チンギス・ハンが28歳で大汗に即位した年と、義経が31歳で自殺した年は等しく1189年であった
- チンギス・ハンが即位の礼の際に九つの纓（えい）のついた白旗を立てたが、同じく源氏も白旗を用いる
- チンギス・ハンの「汗」は日本語の「守」と同じ語源であり、チンギス・ハン以前にアジアでは用例がない
- 白色を尊重するなど大汗の宮廷の風俗・習慣・言語等が天皇のそれと類似している

これだけでは断定に至らず、あくまでも注記として扱っているに過ぎない。
シーボルトは、様々な伝承、説話、先駆者達の研究を綿密に検討した結果、義経が蝦夷から大陸へ渡った説を支持する。義経は源氏の一員として白い旗を揚げたはずである。「ハン [Khan]」という称号は、義経が貴族出身者として持っていた日本語の「カミ（守）」から導き出せる。義経は1189年に死んだとされるが、その後蝦夷から大陸へ渡れば1190年代にモンゴルに到着したことになる。一方、チンギス・ハンは生年月日不詳で、前半生の史料が少なく、1190年代に突如としてモンゴル中央平原に出現したことから、可能性があるとした。またチンギス・ハンは九つの房をつけた白い軍旗を使用し、モンゴルや中国になかった長弓を得意としたが、これらは義経がモンゴルに持ち込んだものと考えた（なお、カーン〈ハン、ハーン〉については、『元朝秘史』に他部族の長を合罕と称するという記述があり、日本との関わりについての指摘はない）。

### モンゴルの宮廷習慣と日本貴族との共通点
他にもモンゴルの宮廷習慣と日本の貴族たちの習慣に共通点が多く、例えば城壁の外装は「幕 MAKU」といい、紋章を用い、朝廷や祝宴では白色が用いられること、白い天幕に「シラ」という名称をつけること、さらにはその頃に日本独特の長い弓と矢も用いれられるようになったこと、中国で一般的に用いれられていた短い弓や矢とは明らかに違っていたこと、中国人に非常に恐れられ、「長い弓の盗賊」と呼ばれるようになったこと、などを挙げながら実証主義の姿勢で同説を構築していった（原田信男は殆ど言葉遊びに近く、単なる推測の域を脱していないと否定的に評価）。

### 『蒙古源流』からの引用
上記引用文中の『東蒙古史』は、イサーク・ヤコブ・シュミットがサガン・セチェンによるモンゴル年代記『蒙古源流』（1662年）を独語訳したものである。一説には1189年にはチンギス・ハンは34歳であったといい、1206年には44歳で北アジアを統一し、強いハンと云う意味で、可汗を称したともいう。また「九つの房のついた白い旗」の存在は実態はよく判っておらず、一本の旗に九つの吹流しが付いていたものと考えられており、かつては古代中国で絶大な権力を持った王の象徴とされていたという。
なお、ケルレン川はバイカル湖周辺のダツルン山脈（ヘンティー山脈か）南部を流れており、アムール川にそそぐ川である。またアルラト族はチンギス・ハンを支えた名門で直属の部下に多くなっている。ベーテについては不明だが、族長と巫女のベゲが統治していたことからこのベゲの部族だと推測される。なお、シーボルトはチンギス・ハンの前に系図はなく、チンギス・ハンのあとに系図はあるとしたが、チンギス・ハンについては系譜がはっきりしている。

### 再来日時に正史として認めるよう懇願
シーボルトは「チンギス・ハンの伝説的な系譜を重要視しているわけではなく、憶測を逞しくしようとは思わず、義経が蒙古の戦場に登場することに推測を加えることで、歴史家の注目を集めたいのである」と結んでいる。
追放処分から30年後（1861年）再び来日し、幕府顧問となったが、蕃書調所に勤めた西周に再三に渡って義経＝ジンギスカン説を正史として認めるよう薦めている。蕃書調所教授手伝の大島総左衛門高任が手塚律蔵好盛とオランダの尺度エル（el）とフート（voet）のことで議論していたが、判らないのでシーボルトに質問すると、
```
フートは日本の
尺
と変わらず、
元
の
太祖
以下二世三世がヨーロッパに侵攻したとき、日本の尺度を彼らに伝えたからである。蒙古人がなぜ日本の尺度を用いたかと云えば、その太祖が日本人だったからに外ならず、彼の名は〇〇〇というが、圓牆を避けて蝦夷地に逃げたが、土人を征服したため益々兄の怒りを買い、討伐の風評に恐れをなして満州に渡った。ついで蒙古に入って一地を攻略し次第に近隣諸国を併合してついに國を元とした。自分が去年支那に渡航したとき、元の太祖の建立に関わる健靖寧寺記と題する碑文を示されたことがあるが、大意が上に述べた事であり、碑の側面には鳥居が刻んであった。因に明治にこの碑文が問題にされたとき、健セリュウ（青竜）寺記と聞き間違われ、義経の墓ともされてしまった。
```

大島は碑文を写し、西周もシーボルトから太祖は義経、妖僧は弁慶と聞かされたが、信じなかった。蒙古字の碑文も示されたが、漢字、ラマ教の名があったと記されている。

#### 吉雄忠次郎
『日本』でシーボルトは、吉雄忠次郎が確固たる発言をしているという内容で、
```
「義経自殺の噂は、頼朝を安心させ、また反対派の武装を解除するため広められ、国の年代記に記入されたとし、更に彼は義経は蝦夷から韃靼に渡り、元朝の祖となったと確言している」
```

と記している。シーボルトが彼の影響を受けている事が窺え、吉雄もまたこの説を信じていたことが判る。

#### 小シーボルト
ハインリッヒ・フォン・シーボルト（Heinrich Freiherrn von Siebold：小シーボルト）は、父シーボルトの次男である。北海道の平取などで義経が築いていたというチャシ（砦）などを調査、同時期に同地を訪れたイザベラ・バードとも親交を持ち、情報交換している。よく知られている父親と比べ知名度はないが、膨大な日本コレクションを蒐集したことから、小シーボルトと呼ばれている。1881年、Ethnologische Studien über die Aino auf der Insel Yesso に捕論2編を付して公刊、義経＝ジンギスカン説を肯定的に紹介した（邦訳『小シーボルト蝦夷見聞記』）。

## シーボルト説の波紋

### グリフィス
1876年、明治初期のお雇い外国人グリフィスは、明治維新までの日本史を網羅したThe Mikado's Empire （皇国） をニューヨークで出版。源義経の死に関する一節の脚注で、中国の『Seppu』なる書に、Genghis Khanは日本から来た源義経であると書かれているとした。
```
義経の死に関して確かな真実は、まったく定まっていない。一説には、彼は死地を脱して蝦夷へ逃亡し、長くアイヌとともに暮らし、そこで自然に死を迎えたか、あるいは hara-kiri 切腹したとされる。アイヌは彼の行為に大きな畏敬の念をもって今日までその精神を崇拝し、日高にある墓所に神社を建立した。あるいは、義経はアジア大陸に逃亡し、偉大な征服者Genghis Khanになったと主張するものもいる。*　この最後の意見について、かつてある日本人学生は「日本人の途方もない虚栄心なくして、このような report 伝承は生み出せない」と述べた。
```

```
*　中国で刊行された伝説及び雑史を集めた『Seppu』という書物では、Genghis Khanは日本から来た義経であったと述べられている。Minamoto Yoshitsune は中国語では Gen Gike
ママ
である。彼はその有名な死後、Temujin（or Tenjin）とも呼ばれた。周知の通り、モンゴルの征服者が最初に登場したときの名はTemujinだった。日本のアイヌは義経を判官大明神（偉大なる立法者）という称号で神格化した。義経は1159年に生まれた。有名な死を迎えた時は30歳だった［満年齢：引用者注］。Genghis Khanは、一般に認められているデータによると、1160年に生まれ、1227年に没した。Gen GikeとGenghis Khanが同一人物であるなら、英雄は38年間の功績を残した。Genghis Khanは血まみれの手で生まれたとされている。シャーマン（霊感を受けた予見者）の言葉に従い、彼はGenghis（greatest 史上最高）という名を用い、自らの民をMongols（bold 果敢）と呼んだ。地上全体の征服が彼に約束された。彼とその息子は、中国と朝鮮を征服し、バグダッドのカリフ制を打倒し、モンゴル帝国をオーデル川とドナウ川まで広げた。
```

以上のように、チンギス・ハンは英語で「Genghis Khan」と表記され、源義経＝Gen Gike＝Genghis、天神＝Tenjin＝Temjinの音韻の類似性から同一人物の可能性が示唆された。また、日本人学生の発言からは、明治初期にはこの説が広く浸透していたことが窺われる。

### 手塚律蔵
手塚律蔵は蕃書調所に勤務し、シーボルトが見たという「建靖寧寺記」の件を記した『柳庵雑記』の筆者に比定される人物で、維新後は瀬脇寿人（ひさと）と改名した。瀬脇は明治9年（1876年）から同11年まで、ウラジオストク（浦潮）港の貿易事務官を務めながら義経の事跡を探索、その検証結果を『浦潮港日記』に綴ったが、その考察は義経＝清祖説を論じた伴信友『中外経緯伝』に依りながら進められた。同港から170㎞ほど離れた東の蘇城（スーチャン、現パルチザンスク）を訪れたところ、付近には日本人墳墓や古跡が多く、寛永年間に日本人の武将が来てこの地方を支配したという伝承を聞き出し、さらに蘇城近くには「ハンガン崎」という地名があることを聞き、ここは韃靼でもあるから、日本の武将とは判官＝義経を指し、やがて蒙古を席巻し、元の世を起こしたという論理を展開した。しかし、満州の満を源満仲から採り、源氏の源から元と称したとするなど、状況証拠の羅列に終始するものであった。

### 末松謙澄
末松謙澄は伊藤博文の知遇を得て、明治11年（1878年）から外交官として英国・ロンドンに赴任、依願免官後の明治14年（1881年）秋からケンブリッジ大学で学んだ。その間、末松は江戸時代からの義経生脱説の流れを下敷きに、手塚律蔵（瀬脇寿人）の『浦潮港日記』やグリフィスの記述などを参考に、The identity of the great conqueror Genghis Khan with the Japanese hero Yoshitsuné （大征服者成吉思汗は日本の英雄源義経と同一人物なること）と題する論文にまとめ1879年に出版。『大日本史』などの記述を引用したほか、独自の見地からも論証した。執筆の背景には英国人らから日本が清国の属国のように見なされ、日本人は世界的な英雄を出した民族であり、卑下されるのは心外として大胆な仮説を唱えたとされている。
この論文は翌年横浜の英字新聞『Japan Weekly Mail』で分割連載され、さらに内田弥八訳述『義経再興記』（明治史学会雑誌）として明治18年（1885年）に和訳出版されベストセラーとなり（初版は明治18年3月、20年には7版）、小谷部全一郎による立論の原点となった。

### 重野安繹・星野恒・永田方正による批判
『義経再興記』出版後の明治23年（1890年）、文学博士で帝国大学文科大学教授・重野安繹は、家塾での「源義経が蝦夷を経て金朝の時其の土に王たりし事、又元の鉄木真と同人なりと云ふ説の無稽なることを述ぶ」という講義で、義経再興記は江戸期の妄説に基づく小シーボルト（原文で重野はシーボルトの長男次男を混同）の説を、さらに末松が英文で書いたものを翻訳したものに過ぎず、大英傑の鉄木真と比べ、義経は「小心翼々たる人」と評した。ただし、義経生脱説の全否定はせず、可能性として「義経は実に衣川辺又僅に蝦夷に入りしに過ぎざるべしと余は考ふる」とした。
翌1891年、同大学教授・星野恒は、講演録「義経ノ話」を『東洋学芸雑誌』に発表し、源義経の衣川自刃について13の論点を示しながら、史実として再確認した。また、義経は死後、最初に大河兼任が反乱時にその名を号し、江戸時代に蝦夷へ渡り、元禄享保期に金国へ、寛政期に清国の先祖に、後年伴信友がそれを再説、明治維新後再びそれが喧伝され、最後に成吉思汗説と、計7回再生したとする。
さらに明治26年（1893年）、永田方正（アイヌ研究・教育者）は、「義経蝦韃考」（『史海』第27号・明治26年9月号）において、アイヌの言語と地誌の分析、江戸時代の偽書の考察、成吉思汗の親族を含めた経歴、中国大陸の歴史等を詳細に参照しながら、同一人物説はもちろん大日本史や新井白石の入夷説も完全否定した。
また、星野らが編纂に携わった明治36年（1903年）刊行の東京帝国大学史料編纂所『大日本史料』第四編之二では、「文治五年閏四月三十日」条に、「○義経ノ、衣川館ニ自殺セシコトハ、前掲ノ諸書ニ徴シテ明カナリ、後世、或ハ其遁レテ、蝦夷ニ至リシヲ云フ者アリ、遂ニ支那ニ赴キテ、金国ニ事ヘシトシ、又、清国ノ肇祖トナリシトスルノ説ヲ生ズルニ至レリ、然リト錐ドモ、其信ヲ取ルニ足ラザルハ、前人既ニ弁明シテ、復、余薀ナシ、今、一切之ヲ採ラズ」と改めて注記された。

## 小谷部全一郎の説
小谷部全一郎は、自伝によれば少年期に『義経再興記』を読んで以来、アイヌ問題に興味を持ち続けたとされる。アメリカ留学中に受洗し、牧師にもなったが、帰国後まもなく聖職を辞し、家族で北海道に移住してアイヌ子弟を救済・教育する事業に取り組んだ。アイヌの人々が信仰するオキクルミが源義経ではないかという話から、改めて義経伝説に関心をもち、その後シベリア出兵時に陸軍通訳官として赴任、「成吉思汗＝義経」の痕跡を調べるべく満蒙を精力的に調査し、1920年帰国。この独自調査・解釈に基づき、義経が平泉で自害せず、北海道、樺太にわたり、さらにモンゴルに渡って成吉思汗となったことを確信し、大正13年（1924年）に『成吉思汗ハ源義經也』を出版した。

### 小谷部の論拠
- 奥州衣川で文治5年閏4月30日に討ち取られた義経の首は、事件を5月22日に報告し、6月13日に鎌倉の頼朝に届けられている。いくら中世とは言え、当時は早馬を飛ばせば平泉から鎌倉までは数日で使者は着くはずである。何故1か月以上もかかったのか。故意に腐らせ偽物と判別できなくするためではないか。
- 成吉思汗の少年時代の記録として「朽木の洞に隠れていて助かった」とあるが、兄頼朝の伝説と内容が重なる。
- 『大日本史』などでは鎌倉に届けられた首は偽首としており、蝦夷へ逃亡したと記している。
- 延宝年間の『可足記』に九郎判官の身代わりに杉目太郎行信が致し、行信の首が鎌倉に運ばれた、と記す。
- 北海道と大陸の間に昔からアイヌの行き来があって、義経一行はしばらく北海道に滞在した後アイヌの水先案内人によって大陸に渡った可能性が十分に考えられるのではないか。
- 成吉思汗が1206年にハーンに即位した時の「九旒の白旗」の建立は源氏の氏の長者、武家の棟梁の宣言ではないか。「白旗」は源氏の旗印であり、「九旒」は九郎判官を意味するものではないか。
- 成吉思汗は笹竜胆の紋を使用した（推定）。笹竜胆（源氏の家紋）を尊び、九の数を好むのは己の名の九郎に因んだからではないか。
- 成吉思汗はニロン族、すなわち日の国よりきた人として蒙古に伝えられている。この「ニロン」とは「ニホン（日本）」のことはないか。
- 成吉思汗は別名を「クロー」と称した。これは「九郎判官」ではないか。また、軍職の名は「タイショー」として現代に伝わる。蒙古の古城跡では「城主はクロー」と称していたという言い伝えがある。
- 沿海州ナホトカとウラジオストクの間に「ハンガン」という岬と泊地があり、九郎判官が上陸した土地ではないか。
- 成吉思汗が滞在した熱河省（現河北省北東部）に「へいせん」という地名があるのは、義経ゆかりの「平泉」によるのではないか。
- 蒙古では現在でも「オボー祭り」が8月15日に開かれているが、義経が幼年時代をすごした京都鞍馬山でも、この日、同じような祭りが見られる[注 25]。
- 成吉思汗はニルン族の貴族キャト氏族だが、「キャト」は「キョウト」「京都」出身をあらわしているのではないか。
- 国名「元」は「源」に通じる[注 26]
- 年齢もほぼ同じ。義経が衣川で討たれたのが30歳で、その数年後ジンギスカンが表舞台に登場するようになった時期の年齢が30代半ばであるなら、辻褄が合うのではないか。
- チンギス・ハンの前半生には空白部分が多い。
- 両者とも背は高くなかった。酒も全然飲めなかった。
- 戦術も同じ、戦い方もそっくりであった。
- 蒙古の地名や現地言語に日本内地、蝦夷との類似性がみられる（チタ、スルガなど）。蒙古には「源」の苗字が多い。
- ラマ教の寺院に伝わるチンギス・ハンの肖像はどこか日本人的な顔立ちをしている。

### 蘇城（スーチャン）
小谷部はまた、ロシアのウラジオストックから120キロメートルほどのところに、蘇城（スーチャン）という古城の遺跡があり、日本の武将が築いたという伝説が残っていることを記している。その武将は後に中国本土へ攻め入って、大王になったという。昔、日本の武将が危難を避けて本国を逃れ、この地に城を築いた。武将がここで「蘇生した」という逸話から、「蘇城」と命名された。武将はこののち城を娘に任せ、自らは中国本土に攻め入って強大な王国を建てたという。ハンガン岬から東北に120キロメートル離れたところにあるこの「スウチャン」は中国語であり、沿海州は1858年のネルチンスク条約でロシア領になるまでは清国の支配下にあったため、ロシア領下でも中国語の地名が残っているという地元の伝承を紹介している。

### 義経の古碑
小谷部によれば、ニコラエフスクから100キロメートルの郊外に石碑があって、そこに現在は撤去されているが「義経」などの漢字と、明瞭な笹竜胆の紋所が刻まれてあったといい、「双城子（ニコラエフスク）の市邑に、土俗のいわゆる義将軍の古碑と称するものあり、土人はこれを日本の武将の碑とも或は支那の将軍の碑とも傳ふ。居留日本人は一般にこれを義経の碑と称し、而して其の建てられたる市の公園を、我が居留民は現に之を義経公園と呼びて有名なるものなり」とした。

### 笹竜胆の紋
大正14年（1925年）2月1日付の朝日新聞で、シベリア出兵当時、ニコラエフスクの近くでタタール人の芝居を見たところ、その巻狩の場面で役者が笹竜胆の紋をつけた日本流の鎧兜で登場したことを記している。理由を尋ねたところ、昔から伝わっているもので、誰が作ったかについては分からないという返事だったという。この笹竜胆の紋は、沿海州のナホトカの一般住居にもつけられており、これも義経ゆかりのものではないかと小谷部は説明し、清和源氏の家紋である笹竜胆をジンギスカン軍が紋章として使用したと主張した。

### 結論
笹竜胆の紋のみならず、それまで日本にしかなかった長弓の使用、白旗の使用など、それまで蒙古の慣習になかったものが成吉思汗によりはじまり、それらは源義経の文物と一致しており、これこそ、成吉思汗が源義経にほかならない何よりの証拠であると、小谷部は結論づけた。

## 小谷部説に対する反応・反論
大正13年（1924年）の小谷部の著書『成吉思汗ハ源義經也』は、判官びいきの民衆の心をつかみ大ベストセラーとなった（昭和初期を通じて重版・増補版出版）。同書が歴史家には相手にされない一方、広く民衆に受け入れられた背景として、単に判官びいきの心情だけではなく、日本の英雄が大陸に渡って世界を征服したという物語が、日本が日清戦争、日露戦争を経て「満蒙こそ日本の生命線」と考える人びとの心をとらえ、シベリア出兵をおこなっていた時期の風潮に適合したことが指摘されている。
これに対し、翌大正14年（1925年）、雑誌『中央史壇』（第10巻第2号、国史講習会）は、「成吉思汗は源義経にあらず」と題する臨時増刊号を組み、国史学、東洋史学、考古学、民俗学、国文学、国語学・言語学など当時第一級の研究者らが大々的に反論を行った。
特に言語学の金田一京助、漢学者で歴史学者の中島利一郎らの批判は激しく、金田一京助は「小谷部説は主観的であり、歴史論文は客観的に論述されるべきものであるとし、この種の論文は「信仰」である」と全面否定した。また中島利一郎は、小谷部の論点を個別に考証して反論、最後には、「粗忽屋」「珍説」「滑稽」「児戯に等しい」という言葉を用いて痛罵した。

### 笹竜胆の紋について
『中央史壇』の沼田頼輔によると、源平時代はまだ紋章が確立しておらず、また紋章は朝廷から賜る物ではないとしている。従来清和源氏は笹竜胆を、桓武平氏は蝶を、藤原氏は藤を、橘氏は橘を家紋として与えたと伝わっているが、正史実録にはないことで、源平時代にはまだ源平両氏の間には紋章は用いられることは無く赤と白の色彩の軍旗で源平を区別した。ただし、その部下には熊谷直実、兒玉黨の如く、既に家紋を用いた者が無かったわけではない。吾妻鏡の文治5年の仕様書によれば、白の錬絹でこれを作り、上に『天照大神八幡大菩薩』の神號をあげ、下に鳩二羽を縫い付けたのみであって、他には何も書かれなかった。準備として下総の千葉常胤に命じて軍旗を調製した。また、公家の村上源氏、宇多源氏が笹竜胆を用いたからとて、武家の清和源氏が用いるわけはないとする。
なお、笹竜胆の紋は義経の属する清和源氏ではなく村上源氏のものとする意見があるが、河内国石川郡発祥の石川氏は、源義家（清和源氏）の子・源義時を祖とし、代々石川郡を本拠とした石川氏の家紋が、「石川竜胆」という紋である（羽継原合戦記）。笹竜胆は、村上源氏（六条・久世（くぜ）・岩倉・千種（ちぐさ）・梅渓（うめたに））以外に宇多源氏（綾小路）も使用している。

### 史学からの反論
臨風生こと笹川臨風（歴史家・評論家）による『中央史檀』での反論は以下の通り。也速該巴阿禿児（エスガイバアトル）、其妻訶額侖兀真（ホエルンワデン）との間には4人の男子と1人の女児とがあり、成吉思汗はその長子であったが、也速該は塔塔児（タタール）の酋長帖木真（テムジン）を破り捕虜にし、後に成吉思汗となる子が斡難の送理（オンノのセリ）温弧山に偶然生まれたので敵将の名をとって帖木真と名付けた。其の産まるる時、右の手に髀石の如き血塊を握って、呱々の聲を挙げたと云うことである。『元朝秘史』、『元史訳文証補』、『聖武親征録』、『蒙古源流』、『元史太祖本記』、『長春真人の西遊記』、ドウソンの『蒙古史』に至るまで成吉思汗の誕生及び其の人物が詳細に記されており、源義経再興伝説などを要れる余地はない。博引傍証百千なるも、あやふやでは何の権威も有しない。青い眼鏡で得意勝手な我田引水の筆法を用いられたら、流石の成吉思汗も地下に苦笑を禁じえぬ。判官びいきは現在まで廃らない一種の人情美であるが、義経と成吉思汗には大分その人物に相違があり、例えば義経は兵法に長じ、戦略に巧みであったが、成吉思汗ほどの蓋世的英雄ではなかった。若し成吉思汗であるほどの大豪傑であったなら、大物浦から引還し、当麻越えで吉野に入り、山伏姿の妻に様々憂目つらい目を凌いで奥に入り、遂に頼朝と覇を争い得なかったような不器用さ加減はなかったであろう、と書いている。

### 中島利一郎の反論
「『義経再興論』の明治18年から40年余りを経て、大正13年の末にこのような馬鹿な書が出版されるとは思ってもみなかった」と前置きし、「小谷部氏が名もない一酋長の遺跡の前に立って、その辺の都祉と思っていたなどとはとても他に見られない図である。『余之を訊き、愕然として驚き、而して』その後ろにつぐべき言葉を知らぬ」と結び、義経＝オキクルミ、義経＝ジンギスカンではないと断言した。
「大汗のクロー宮古にありという、氏の独合黒点に止まる。実に粗忽屋である」とまで書いて痛罵した。
「人間生活のやみがたき本能を洞察し、その理解に到達する方法」（岩崎前掲書）をもって小谷部説を批判し、「最後は笑って義経論を閉じることが出来た」と書いている。
- （要人が「クロー」と満州で呼ばれていたことに対し）小谷部は九郎（義経官職の九郎判官）に結び付けたがっているが、蒙古語「古兒罕グルハン」であり、「部落の長」である。発音は「グラン」に近い。
- 「黒森山判官稲荷神社縁起」はまったくの偽書である。
- 日高沙流郡ハヨピラなるハイエヌサウシの地は義経の遺跡ではない。住吉のアイヌがHayo（剣魚の鼻の武器）を「崖の間」で発見し、それをオキクルミの器だと信じてその地を霊場視し木弊を奉った処である。
- オキクルミは造化神の意味でアイヌ語の「クルミ」は日本男子で、「クルマツ」は日本婦人のことだから、混乱して蝦夷に渡ってきた和人の英雄と解する人が多くなった。永田方正に従えばオキクルミはオオキリマイ、オキキリマイと云っていたのが訛ったのである。
- アイヌ説話のサマウンクルはオキクルミに先んじて死んでいるし、オキクルミは樺太アイヌから殺されている。サマウンクルが弁慶であるとすれば、義経に先んじて死んだことになるから小谷部氏の大陸渡航説はありえない。
- 源九郎義経判官のシンボルとして「九」の数を挙げているがアイヌは「六」がシンボル数である。
- 小谷部は「西比利亜及沿海州の蘇城」、「双城子と義将軍の石碑」の二項を設け、日本の武将金烏諸（キンウチョ）の名が成吉思汗の訛りだとするが、山丹人は黒龍江岸ばかりでなく、樺太南部にも住んでいるから、アイヌから云えば樺太・山丹は選ぶところではない。従って蘇城などに行くわけがない。
- 「バル」とは蒙古語の虎の意味。蒙古語の虎はバルでなく「巴兒思」である。城は「巴剌合孫」（バラスガン）。
- 法衣（ホロム）は蒙古語で、他に満州語、朝鮮語、でも似た言葉があり「クルメー」、「コロモ」などアルタイ語族の通用詞である。
- タイシャー（小谷部説は大将の意）は蒙古語では大石（タイシー）。親友の意味の蒙古語アンダ（安答）はオロッコ語のAndaなどと同系である。
- 小谷部が山の上を「タッパ」と聞いたのは、蒙古語の「峠、峰」の意味である「蓉巴」（ダベ）を訊き間違えたのだ。
- 成吉思汗の父の名は「エゾカイ」ではなく「也速該」（エガイ）である。蝦夷は他民族はエゾと呼ばない。アイヌ語や奇鄰語では、Ainuといい、山丹語ではKuiである。蝦夷（カイ）に近い。ニクブン語（ギリヤーク語）ではKugiである。
- ニロンはニホンの訛りではなく、蒙古語の「納㘓（口偏に闌）ナラン」、納藍（日、太陽）から訛ったものである。
- キャトはアボルガジイ（アブル・ガーズィー）氏曰く成吉思汗の姓は「キャン」で、蒙古語の岩石に直下する飛泉の意味で、「キャト」はその複数形である。

### 中島利一郎の反論その2
| 小谷部説 | それに対する反論 |
| --- | --- |
| チンギス・ハンに関するもの | |
| 成吉思汗はニロン族、すなわち日の国よりきた人として蒙古に伝えられている。この「ニロン」とは「ニホン（日本）」のことはないか。                                                           | ニロンはニホンの訛りではなく、蒙古語の「納㘓（口偏に闌）ナラン」、納藍（日、太陽）から訛ったものである。中島 |
| キャトは京都出身者の事を表しているのではないか？ | キャトはアボルガジイ氏曰く成吉思汗の姓は「キャン」で、蒙古語の岩石に直下する飛泉の意味で、「キャト」はその複数形である。中島 |
| 成吉思汗は別名を「クロー」と称した。これは「九郎判官」ではないか。また、軍職の名は「タイショー」として現代に伝わる。蒙古の古城跡では「城主はクロー」と称していたという言い伝えがある。 | 小谷部は九郎（義経官職の九郎判官）に結び付けたがっているが、蒙古語「古兒罕グルハン」であり、「部落の長」である。発音は「グラン」に近い。中島 |
| 義経は「九つのふさのついた白い旗」を使ったと云われているように九をシンボル数として多用した。                                                                                           | 源九郎義経判官のシンボルとして「九」の数を挙げているがアイヌは「六」がシンボル数である。中島 |
| 成吉思汗の父「エスガイ」は「蝦夷海」から来ているのではないか | 成吉思汗の父の名は「エゾカイ」ではなく「也速該」（エガイ）である。蝦夷は他民族はエゾと呼ばない。アイヌ語や奇鄰語では、Ainuといい、山丹語ではKuiである。蝦夷（カイ）に近い。ニクブン語（ギリヤーク語）ではKugiである。 |
| 武将金烏諸（キンウチョ）の名が成吉思汗の訛り | 小谷部は「西利亜及沿海州の蘇城」、「双城子と義将軍の石碑」の二項を設け、日本の武将金烏諸（キンウチョ）の名が成吉思汗の訛りだとするが、山丹人は黒龍江岸ばかりでなく、樺太南部にも住んでいるから、アイヌから云えば樺太・山丹は選ぶところではない。従って蘇城などに行くわけがない。 |
| 軍職の名は「タイショー」として現代に伝わる。 | タイシャー（小谷部説は大将の意）は蒙古語では大石（タイシー）。親友の意味の蒙古語アンダ（安答）はオロッコ語のAndaなどと同系である。 |
| アイヌに関するもの | |
| オキクルミは義経を表し、サマユンクルは弁慶のことである。 | オキクルミは造化神の意味でアイヌ語の「クルミ」は日本男子で、「クルマツ」は日本婦人のことだから、混乱して蝦夷に渡ってきた和人の英雄と解する人が多くなった。永田方正に従えばオキクルミはオオキリマイ、オキキリマイと云っていたのが訛ったのである。アイヌ説話のサマウンクルはオキクルミに先んじて死んでいるし、オキクルミは樺太アイヌから殺されている。サマウンクルが弁慶であるとすれば、義経に先んじて死んだことになるから小谷部氏の大陸渡航説はありえない。中島 |

### 小谷部の反論
『中央史壇』の反論に対し、同年中に小谷部は『成吉思汗ハ源義経也・著述の動機と再論』を出版、史学側と応酬している。旧知の金田一の批判に対しては、「売名行為であり、学徒としても薄弱だ」とやりかえしている。中島利一郎に対しても、「神経病的」、「鎖国時代の田舎侍が西洋人の肉を食わんとするが如き態度」と猛烈に批判し、最後には「痴漢」とも記した。
小谷部全一郎『成吉思汗ハ源義經也』は、満州国建国とそれにともなう移民の増加などによって脚光を浴び、戦中から戦後にかけてさかんに増刷され、「成吉思汗＝源義経」説をとなえた類似の書籍は戦後もいくどか出版されてきた。しかし同書を越えるようなものはなく、歴史学説としては相手にされていない。また、小谷部説は末松謙澄説を踏襲しているが、間宮林蔵の書なども参考にされている。

### 『偽史冒険世界』での小谷部評
長山靖生は『偽史冒険世界』で『成吉思汗ハ源義經也』の小谷部全一郎説を論評し、荒唐無稽な法螺話に過ぎない話がベストセラーになってしまったとして、余りにも売れすぎたため『中央史檀』で史家と称する者たちが反論した事に対し驚いている。
特に長山は蒙古王室並びに清朝はチンギス・ハンの子孫であり、源氏の末裔であるという内容について、政治的戦略として大陸侵攻に利用されたとし、「過去の歴史に奇妙な空想を差し入れて史実をかき乱した奇書に留まらず、日本がアジア大陸をかき乱していく未来を予測し、戦乱への賛美を掲げた極めて政治的な書物だった」と、批判している。歴史学者の高桑駒吉が『中央史檀』の中で「満州、蒙古にある種の軍部の陰謀があり、書籍を多数買い上げて各方面へ配布した」と書いていて、満蒙進出に小谷部の本が利用されたのは事実のようである。

## 戦後の動向

### 中尊寺金色堂の学術調査
昭和25年（1950年）、朝日新聞社の資金援助により奥州藤原氏の廟所である中尊寺金色堂の学術調査（藤原4代の遺体と副葬品）が行われた。従来、藤原忠衡のものと信じられていた遺体は兄の藤原泰衡の首であり、当時の作法によってできた傷跡であろうということがわかった。従来は、泰衡は父藤原秀衡の遺命にそむいて義経を殺害し、火内（秋田県大館市周辺）の贄柵で河田次郎に殺害されたのだから、秀衡の横に安置されるはずはないと考えられていた。調査内容は3遺体が日本人かアイヌか、どんな状況で死亡したのか、藤原忠衡の首なのか、河田次郎に殺された後継者の藤原泰衡のものではないか、ということが議論され、記者会見のなかで長谷部言人博士と鈴木尚博士は「四氏遺体のミイラ化は人工的に手を加えられた結果ではなく、忠衡の首と称せられるものは泰衡の物と判明した。藤原清衡始め四代の当主にはアイヌらしい面影はない」という見解を発表した。

### 高木彬光『成吉思汗の秘密』
- 昭和33年（1958年）、推理作家高木彬光が推理小説『成吉思汗の秘密』を著した。奥州藤原氏三代の富貴栄華の源泉は北海道を越えて、樺太、シベリアの黄金入手にあり、これにより中尊寺の黄金の仏像などを建立したと、大胆な推理を神津恭介が展開している。義経は北へ逃亡するというよりも軍資金のための黄金をシベリアまで探しにいったと作家の高木は推理し、主人公の神津恭介に言わせている。当時は温暖であり、渡党などと和人が交易をしており、大陸との接点もあったと推定されるので有り得ない説ではない。
- 義経をチンギス・ハンとする論理の弱さ例：『成吉思汗』の「汗」を「水と干」に分けると、

```
「成
 レ
吉 思
 レ
水干」となり、遠く
モンゴル
の
地
で良きこと「吉」を成し遂げ、
「吉成りて、水干を思う」
```

となる。水干とは衣装をまとった白拍子の静御前を指して偲んでいるという説。（ただし、「汗」はハーンの音訳であり、3世紀頃から用いられてきた用法である）など矛盾点が歴史作家海音寺潮五郎に批判された。これに対し、高木は表立った反論は行わず、作品を改訂した際に神津恭介が「ある歴史小説家」への回答を行うくだりを追加している。また、「成吉思汗は身体が大きかったのに、義経は身体が小さかったではないか」と云う指摘が記録されているが、これに対しては、「弁慶がなりすまし、義経は裏で采配を振るったのではないか」という推測を繰り広げている。なお、最近の研究ではモンゴル日本大使館の肖像画に体の小さなチンギス・カンが確認されており、この点は矛盾が無くなっている。

### 丘英夫の指摘
歴史作家・丘英夫は、モンゴル人であるはずのチンギス・ハンには様々な謎が多すぎるとし、杉山正明『大モンゴルの世界』も参照した『元史』太祖本紀から、チンギス・ハンの崩御は1227年（66歳）であり、テムジンと呼ばれていた時期にモンゴル高原に姿を現したのは、1202年か1203年（41、42歳）で、それ以前の前半生は歴史家にとって「闇」であると書いている。

#### 異民族疑惑
『元史』には1202年にテムジンがケレイト部族の長ワンカンと共にナイマン部を攻めた日に、ジャムカがワンカンに「私はあなたにとって白翎雀であるが、彼は鴻雁である。白翎雀は、寒暑に関わらず北方にいるが、鴻雁は寒くなると南へ飛んで行き暖を取る」と語ったとあり、ジャムカはテムジンを渡り鳥の鴻雁に例えて、暗にモンゴル部族とは別の異民族の人間だと書いているのではないかと指摘した。

#### 鉄の鎧
上海人民出版社『成吉思汗伝』に、1204年初夏、テムジンによるナイマン侵攻時、ジャムカはナイマン側についていたが、「ナイマンの王タヤンカンはジャムカに尋ねた。『その後ろから飢えた鷹のように真っ先にやってくるのは誰か』。ジャムカは『彼は私のアンダ（盟友）であるテムジンである。彼は、全身に鉄の鎧を着て飢えた鷹のようにやってくる』」と語ったとされ、「全身に」とは鎧だけでなく兜も着用していたことを意味するとし、モンゴル高原で鉄の甲冑をどこで入手したのだろうかと疑問視している。

#### かな文字と五十音図
1204年、モンゴルがナイマンを攻略、ウイグル人のタタトンガを捕虜にしたが、『元史』タタトンガ伝によれば、テムジンは掌印官の彼がウイグル文字に精通しているのを知り、モンゴル文字を作らせたという。33文字から成るモンゴル文字は、大部分がウイグル文字であるが、その中で4文字は日本語のかな文字が用いられ、モンゴル文字の字順はウイグル文字の字順とは違う五十音体系（ア、カ、サ、タ、マ、ヤ、ラ、ワ）になっているとしている。4文字のかな文字と五十音体系を彼がモンゴル人だとすれば、どこで習得したのかと丘は疑問を呈している。

#### 漢文の備忘録
また、『長春真人西遊記』によれば、1222年の西征中にチンギス・ハンは道教の師長春真人を山東省萊州から呼び寄せてハバルク郊外で不老長寿の道を尋ね、侍臣にその講話を記録するよう命じたが、備忘録にするため漢文で書くよう指示している。人民に公布する内容はモンゴル文字で書かせ、外に洩らしてはならない自らの備忘録は漢文で記録させていることから、チンギス・ハンは漢文を理解できたはずで、漢文を読解出来たとすれば、いつ何処で習得したのかと丘は疑問を呈している。

## 史料・文献

### 吾妻鏡の記述
高田実によれば、『吾妻鏡』は鎌倉幕府の歴史書であることは疑いがないが、頼朝の右筆（書記）によって書かれておらず、源氏将軍の断絶後、京より藤原氏を迎えた傀儡政権下で、北条氏によって編纂されている。幕府政所、問注所、大江広元の手記、九条兼実の日記『玉葉』、藤原定家の日記『明月記』も少々使われ、一番多いのは『平家物語』などの抜出で、口承文芸を記録した文章は不統一性をもたらしている。それは義経の記述についても同様で、歴史学的な文章と文学的（口承文芸）な部分を並列し、『吾妻鏡』は一等史料として扱えず、それに準ずるものと評価している。
文治5年（1189年）閏4月30日
```
「［閏四月大］卅日　己未　今日陸奥の国に於て、
泰衡
源予州［義経を指す］を襲ふ。是れ且勅定に任せ、且は二品の仰せに依て也。予州、民部少輔
基成
朝臣が衣河の館に在り。泰衡が従兵数百騎、其の所に馳せ至て、合戰す。予州の家人等相防ぐと雖ども、悉く以て敗績す。予州持仏堂に入り、先づ妻（廿二）子（女子四歳）を害し、次に自殺すと云云。／前伊予守従五位下源朝臣義経（義行又た義顕と改め年卅一）。右馬頭
義朝
々臣の六男、母は九條院の雑仕常盤。［後略］」（原文は漢文、以下同）
```

同年5月22日、奥州から報告。
```
「［五月小］廿二日　辛巳　申の刻に、奥州の飛脚参著す。申して云はく、去ぬる月晦日に、民部少輔が館に於て予州を誅す、其の首追て進ずる所也と云云。則ち事の由を奏達せ被れん為めに、飛脚を京都に進ぜ被る。［後略］」
```

なお、この伝令報告に先立つ5月19日に、鶴岡八幡の塔供養を6月9日に挙行する事が決定されており、頼朝は義経誅殺の報を受け喪に服す必要から延期を京に申し入れたが、すでに京から招く僧や祝いの品々が順次出立・到着していたことから、6月7日には予定通り行う事が決定され、同時に義経の首は途中で留め置くよう奥州に伝令が送られた。
作家の中津文彦は義経の死についてははっきりせず、死んだという確証は何もないとし、また「義経の北行がそうした（泰衡軍をゲリラ部隊として考えていた）大きな戦略目標を胸に秘めてのものだったとしたら、後に残った泰衡らの任務はおのずと明らかになってくる。言うまでもなく、時間稼ぎである」と主張している。
同年6月13日、和田義盛・梶原景時らが立ち会い、義経の首実検が行われた。
```
「［六月大］十三日　辛丑　泰衡が使者、
新田冠者高平
、予州の首を腰越の浦に持参し、事の由を言上す。仍て実検を加へん為めに、和田太郎義盛、梶原平三景時等を彼の所に遣さる。各々、甲直垂を著し、甲冑の郎従二十騎を相ひ具す。件の首を黒漆の櫃に納れ、美酒に浸し、高平が僕従二人、之を荷担す。昔の蘇公は、自ら其の糧を担ふ、今の高平は、人をして彼の首を荷は令む。観る者皆双涙を拭ひ、両の袂を湿ほすと云云。」
```

同年7月から9月の奥州合戦により、奥州藤原氏は滅亡する。しかし、義経襲撃事件から8か月、奥州合戦から3か月後の12月23日、奥州からある風聞（謳歌の説）が報告される。
```
「［十二月大］廿三日　戊申　奥州の飛脚、去ぬる夜參じ申して云く、予州［義経を指す］并びに
木曽左典厩
［義仲］の子息［義高］、及び
秀衡
入道が男等の者有りて、各々同心力合せ令め、鎌倉に発向せんと擬する之由、謳歌の説有りと云云。仍て勢を北陸道に分け遣はす可きの歟之趣、今日其の沙汰有り。深雪之期と為りと雖ども、皆用意を廻らす可く之旨、御書を
小諸太郎光兼
、
佐々木三郎盛綱
已下、越後信濃等の国の御家人に遣はさ被ると云云。俊兼、之を奉行す。」
```

続いて翌12月24日。
```
「廿四日　己酉　
工藤小次郎行光
、
由利中八維平
、
宮六兼仗国平
等。奥州に発向す。件の国も又た物忩之由し、之を告げ申すに依て、防戰の用意を致す可き之故也。［後略］」
```

義経や木曽義高、藤原秀衡の子などを名乗る者たちが反乱を起こし、鎌倉を目指しているとの噂が報告され、深雪の時季にもかかわらず、越後信濃等の御家人、翌日には工藤、由利、宮六等の部隊を奥州に派遣、迎撃防戦の準備がなされた。 
文治6年（1190年）正月6日。「義経と号」する大河兼任の名が現れ、その反乱は3月まで続いた。
```
「［正月小］六日　辛酉　奥州、故泰衡が郎従、大河次郎兼任、以下。去年の窮冬以来、反逆を企て、或は伊予守義経と号し、出羽国海辺庄に出で、或は左馬頭義仲の嫡男朝日冠者と称し、同国山北郡を起ち、各々逆党を結び遂に兼任、嫡子鶴太郎、次男於畿内次郎、并びに七千余騎の凶徒を相具し、鎌倉の方に向ひ、首途せ令め、其の路は、河北、秋田の城等を歴、大関山を越え、多賀国府に出んと擬れて、秋田、大方より、志加の渡りを打ち融る之間、氷俄に消えて、五千余人、忽ち以て溺れ死訖ぬ。天の譴を蒙る歟。［後略］」
```

### その他文献
東京帝国大学史料編纂所『大日本史料』第四編之二（1903年）では、『吾妻鏡』の上記「文治五年閏四月三十日」条に関連して、『玉葉』『百練抄』『北条九代記』『鎌倉大日記』『保暦間記』『尊卑分脈」『左記』、及び参考資料として水戸藩編纂『参考源平盛衰記』第46巻などを抜粋引用している。

#### 九条兼実の日記『玉葉』
文治5年（1189年）5月29日、京の九条兼実のもとへ義経誅殺の報が届く。
「今日能保朝臣告送云、九郎為泰衡被誅滅了云々、天下之悦何事如之哉、実仏神之助也、抑又頼朝卿之運也、非言語之所及（今日能保告送して云ふ、九郎は泰衡の為誅滅せられたり云々と、天下の悦び何事か之にしかんや、実に仏神の助けなり、抑又頼朝卿の運なり、言語の及ぶところにあらざるなり）」

#### 東北の文献
柳田国男や五味文彦は、『義経記』は歴史書とは扱えず参考資料であり、「諸国を巡り歩いた法師や山伏によって流布されたもので、京や鎌倉の人々がとうの昔に忘れ果てている間に断片的に民衆の間に育て上げられた文学である」としている。
以下は、その『義経記』の影響を多少受け、完全な偽書ではないが、歴史資料としての信用性は低いとされる古文書。
- 類家稲荷大明神縁起
- 宮古・判官稲荷神社縁起
- 奥州南部封域志
- 法霊権現の棟札
- 小田八幡宮所蔵秀衡の遺言書
- 可足記
- 新撰陸奥国誌

『義経記』は奥州に山伏たちが人々へ語り伝えた物で、「船弁慶」「義経千本桜」など歌舞伎の題材となっており、創作または物語として余りにも脚色が多く、義経と弁慶との五条大橋での出会いや、高舘で義経を庇いながら立って死ぬ弁慶の最後の場面なども後世の脚色とみることが出来る。五味文彦はどこまでが本当の義経か判別できないとしている。

## 東北・北海道の義経伝説

### 『義経記』と義経伝説
いわゆる「判官びいき」（非業の死を遂げた不遇の英雄義経への哀惜の心情）は、軍記物語『義経記』の主題そのものであった。同物語は義経主従など登場人物の感情が生き生きと描かれるなど、人物描写に優れ、今日親しまれている義経及びその周辺の人物像はこの物語に準拠しているとされる。能や幸若舞曲、御伽草子、浮世草子、歌舞伎、人形浄瑠璃など、後世の多くの文芸や演劇に影響を与えた。
五味文彦（日本中世史）は鎌倉時代成立の『曽我物語』が御霊信仰の影響の強い作品であるのに対し、『義経記』にはそれが希薄であることから『義経記』の鎌倉時代成立説に疑義を呈し、鎌倉幕府治下において義経の活躍を描くにはいたらなかったであろうと推測している。また、室町幕府創業に大きく寄与したのが足利尊氏・直義の兄弟であったことから、南北朝時代に頼朝・義経兄弟の活動に目が向けられたのではないか、とした。
また、南北朝期成立の『太平記』巻二十九「将軍上洛事」に、『義経記』にみえる若い時期の義経の行動が記されていることから、『義経記』成立はそれと前後する時期と考えられ、その作者は当事者たちの人柄を直接・間接的にも知っていたとは考えられない。また、物語の下地となりうる軍中記を利用したとも考えられていない。さらに、作中の行動のあちこちに矛盾が生じていることも指摘されており、歴史資料としてではなく物語として扱うのが妥当とされる。なお、『弁慶物語』の成立も応永から永享にかけての時期（1394年-1440年）と考えられている。

### アイヌの伝承と御曹子島渡説話
江戸時代には義経北行伝説が成立するが、その原型となったのは室町時代の御伽草子にみられる説話「御曹子島渡」である。これは、若き義経が藤原秀衡より、北の国の都に住む「かねひら大王」を調伏し、所蔵する「大日の法」なる巻物を手に入れるよう勧められ、四国の土佐の港から出帆、神仏の加護を得て、半身半馬の人々の住む「王せん島」、「裸人の島」、「女護の島」、「小さ子の住む島」、当時「渡島」と呼ばれていた「蝦夷が島」（北海道）を経て「千島」の喜見城に辿りつき、大王の娘と契るがその過程で様々な怪異を体験するという物語である。同説話は、当時渡党など蝦夷地を舞台に活躍する集団の存在や、活発な北方海域の交易の様相が広く中央にも知られるようになった事実を反映したものとされている。
宝永7年（1710年）の幕府巡見使・松宮観山による、蝦夷通詞からの聞書きを基にした『蝦夷談筆記』（『日本庶民生活史料集成』第4巻）には、「（義経が）蝦夷の大将の娘に馴染み、秘蔵の巻物を取たるといふ事」をアイヌがユーカラに謡っている旨が記されている。また、文化5年（1808年）の最上徳内『渡島筆記』は「我々も先祖はよみかきするわざをわきまえたけれど、ホウガンどのにその巻物を獲られてより初めて字を作ることを知らざるもの成たり」とし、義経が巻物を奪ったせいでアイヌは文字を失ったとしている。イザベラ・バードも注記した同様の話は明治初期に英国人宣教師ジョン・バチェラーが採取したアイヌの口碑にもあり、巻物は「トラ・ノ・マキモン」と称されたが、それは和人が伝え広めたとされる。巻物にはアイヌの文字が記され、それが白紙になったことでアイヌの文字が失われ、従って義経がアイヌの文字を奪ったとされた。これは『御曹子島渡』の、義経が大王の大日の法の巻物を天女の力を借りて写し終えると白紙になったという物語を擬えたもので、原田信男はアイヌの英雄伝説が和人通訳者によって義経に置き換えられ、それが交互に伝えられることでアイヌの間にも広まり、和人には義経伝説として発展したと考えられるとした。すでに新井白石の時代にこうした伝承が成立していた。
語り物を楽しみとしていたアイヌの人々には日本の口承文芸が受容され、彼らの昔話に採り入れられていた（ウエペケレ＝アイヌの口承文芸）。近世初期の『異本義経記』には室町期に武士や商人が蝦夷地を訪れ、活発な活動を行っていた旨が記され、交易などを目的に蝦夷地に渡った和人が少なからず存在していた。彼らは昔話の語り手でもあり、様々な日本の物語がアイヌの人々の間に口伝され、『御曹子島渡』の一部がアイヌの人々の間にシサム・ウエケペレの一つとして入りこんでいたと考えられている。
また、原田信男は弁慶岬（弁慶崎）の地名はアイヌ語の「ベルケイ」と云い、これは「裂けた所」の意味で、海食地形のことであり、ここで義経一行が逗留中に余興として弁慶が相撲をとったと伝わるが、アイヌ人が弁慶と命名したのではなく、和人が義経伝説に因んで勝手に命名したに過ぎないとする（小シーボルト蝦夷見聞記）。間宮林蔵や、永田方正、岩崎克己らも同様の指摘をしている。元文4年（1739年）成立の鉱山師・坂倉源次郎による『北海随筆』（『日本庶民生活資料集成』第4巻）には、「弁慶崎」から義経が「北高麗」に渡ったとする伝承が記されている。また、義経をオキクルミとする一方、弁慶をもう一人の英雄サマユンクルに擬えることも広く行われていた。この地方の民話に詳しい北星学園大学文学部教授阿部敏夫は、義経はアイヌの住居を訪ね歩いたのではないかとしている。

### 義経神社
イザベラ・バードも訪れた北海道にある義経神社（沙流郡平取町本町、現社殿造営・遷座は1961年）は、義経を祭神としているが、これには諸説ある。寛政11年（1799年）、幕吏の近藤重蔵が蝦夷地探検で当地を訪れた際、義経伝説があることを知って建立したという。また、近くの新冠郡新冠町には判官館城跡と呼ばれるチャシ（砦）跡があり、近藤は当初この地に義経神社を勧請したと伝わっている。社伝によれば、義経一行は蝦夷地白神（現在の福島町）に渡り、西の海岸を北上し、羊蹄山を廻って、日高ピラトリ（現在の平取町）のアイヌ集落に落ち着き、そこで農耕、舟の製作法、機織りなどを教えたとされる。アイヌの民から「ハンガンカムイ」（判官の神ほどの意味か）あるいは「ホンカンカムイ」と慕われたこという説もある。他にアイヌの民の間ではアイヌの民から様々な宝物を奪った大悪人とされていたり、義経に裏切られた女の子（メノコ）が自殺を遂げたとされる場所も存在する。アイヌの酋長ベンリウクが義経を祀ったのが最初という言い伝えもある。（ボルテ・チノ日本の心 2号）

### 主要な伝説地
義経不死伝説および義経北行伝説においては、当然のことながら平泉以北に伝説地が分布する。
- 「岩谷堂」（岩手県奥州市）
- 「弁慶山」（山形県真室川町）
- 「龍馬山義経寺」（青森県外ヶ浜町）
- 「義経石」（北海道松前町）
- 「弁慶岬」（北海道後志管内寿都町）
- 「義経山」（北海道十勝管内本別町）

### 北東北沿岸に残る義経伝説
佐々木勝三は奥州史談会や岩手史談会会員、郷士史家として活動し、高校で教鞭を執る傍ら義経生存説の検証に取り組み、平泉以北に残っていた義経伝承を丹念に調査した。昭和33年（1958年）に『義経は生きていた』（東北社）を発表し、91歳で没するまで『源義経蝦夷亡命追跡の記』『成吉思汗は義経』などの研究成果を発表した。
佐々木らは地元に点在する伝説を丹念に拾い集めた著書の中で、義経生脱説を示す古文書の多くは、江戸時代中後期の盛岡藩の役人や学者が地元の神官や百姓に請われて書いたものであり、そのうちの明和2年（1765年）成立の『奥州南部封域志』には、『義経記』や『鎌倉実記』など当時既に広まっていた書物を下敷きに、義経は金王朝に逃れて将軍になったと記されているという。

### 修験道と義経伝説
義経伝説が色濃く残る岩手県宮古市の黒森山は羽黒派修験と密接な関わりを持つとされ、国の重要無形民俗文化財である黒森神楽は山伏神楽の代表的なものである。三陸沿岸北部は山伏の一大根拠地であり、この地の義経伝説は「弁慶の大般若経」「鈴木重家の笈」など修験道との関わりを示すものが多い。これら修験者の残した道具や巻物が、判官びいきの心情と結びつき伝説を形作っていったと考えられる。さらに江戸時代中期の盛岡藩の儒学者・高橋東洋（高橋子績）が、これらの伝説をまとめた『黒森山稜誌』『奥州南部封域志』などを執筆したことで、現在につながる義経伝説を成立させることとなる。

### 北行伝承の検証
『義経記』の影響が強いと思われるのは八戸周辺と宮古周辺であり、怪しい人物や物語風の事柄を記した古文書が数多く存在する。
- 常陸坊海尊や鬼一法眼、吉次などの名がでる史料……これらは全国に伝承があるが、学術的には実在しない。
- 義経焼け首や、衣川館が炎上したとする史料……発掘調査の結果、燃えていなかった可能性が高い。
- 蝦夷渡海を必要以上に困難とする史料……当時、蝦夷との交流は活発であり、舟による渡海は頻繁にあった。
- 義経に同行した妻を久賀氏の姫とする史料……実在しないとされる。
- 平泉の地元では「判官館」とよぶ高舘を「高舘」と呼ぶ史料。
- 当時一般には無名のはずの弁慶の逸話
- 弁慶直筆書……添え状に疑問点多し。
- 山伏に関係する笈などの物証
- 物語の様に書かれている史料

## 歴史的背景・その他

### 奥州藤原氏の興隆と北方交易
平安時代後半に台頭した奥州藤原氏は、それ以前の安倍氏や出羽清原氏の権益を引き継ぎ、陸奥湾沿岸（外が浜）地域を外港とする、アイヌを介した北方交易（北東アジア大陸を含む北方世界との交流・交易）に権力基盤の一部を置いていたとされる。
藤原基衡は、毛越寺本尊の制作を仏師・運慶に依頼した際、その費用一体分は円金100両、鷲羽100尻、アザラシの皮60余枚、安達絹1000疋、希婦の細布2000端、糠部の駿馬50頭等々を京へ収めたほか、中央政界の実力者藤原頼長の荘園も管理し、海外からの宝物を納めた。当時、海獣の毛皮は装身具に、鷲の羽根は矢羽に欠かせなかった。
中尊寺金色堂の仏壇や4本の巻柱、長押にアフリカゾウの象牙や夜光貝や紫檀が使われており、当時の奥州藤原氏の隆盛ぶりと海外とのつながりが証明されている。この地方は朝廷の中央文化とは別にアジアとの交易ルートを有し、独立的経済圏を形成していた。

### 義経北行伝承地（岩手県の場合）
| 史跡                 | 所在地                   | 詳細 |
| -------------------- | ------------------------ | --- |
| 亀井文書（借用書）   | 岩手県油田村             | 食糧調達の亀井六郎が、油田村の惣平氏より糧米粟七斗（126kg）借用したとする文書。文治四年四月（1188年）の日付。義経、弁慶、亀井の連名で署名。                                                                                      |
| 高舘                 | 岩手県平泉               | 泰衡の報告ではここが最後の地とされている。 |
| 観福寺               | 岩手県一関市大東町       | 一行は観福寺に宿泊し、蝦夷入りの行程を検討したと伝えられる。亀井六郎重清の笈が寺宝として残されている。 |
| 弁慶屋敷             | 岩手県奥州市江刺         | 一行は夜に菅原家にて白粟五升（9kg）を借り、粥を炊かせて食した後立ち去った。弁慶が足を洗った池が存在する。 |
| 多門寺               | 岩手県奥州市江刺         | 多門寺の末寺である重染寺には鈴木三郎重家の子重染が正治年中に創建されたと伝わる。 |
| 玉崎神社             | 岩手県奥州市江刺         | 一行は十数人、馬数頭で来て五日間逗留し玉崎の牧馬山に馬を放った。 |
| 源休館               | 岩手県奥州市江刺         | 源休館では数日間休息をとったと伝えられる。『平泉雑記』に記載がある。 |
| 判官山               | 岩手県気仙郡住田町       | 判官山（別名黒山）九郎の転化と思われる。野宿しながら険しい山を越えたと伝承。慶長10年に書かれた宮古判官稲荷縁起に「黒舘」との記載がある。                                                                                         |
| 法冠神社             | 岩手県釜石市             | 一行が野宿したと伝えられている。「ほうかん」と呼んだと伝わっている。 |
| 判官家               | 岩手県下閉伊郡山田町大沢 | 義経一行が宿泊したとされる家。そのため、明治以前は「判官」の姓を名乗っている。今も判官の名が入った墓石が残る。 |
| 佐藤家               | 岩手県下伊郡山田町関口   | 義経の軍師「佐藤庄司基治」の子信正が、義経一行を案内して、当地まで来たことを示す文書がある。文治4年申ノ九月（1188年）の日付。氏神の棟札慶長8年（1603年）                                                                         |
| 判官神社             | 岩手県宮古市津軽石       | 義経を祀る祠（ほこら）がある。義経一行がこの地に滞在したことから、「判官館」とよばれるようになった。 |
| 横山八幡宮           | 岩手県宮古市宮町         | 義経一行が松前渡海の安全祈願をしたという神社。弁慶直筆の大般若経が収められていたと伝わる。一行は義経、弁慶、依田源八兵衛弘綱、亀井六郎重清、鈴木三郎重家など。鈴木三郎重家は老齢のためこの地に留まると神主になったと伝えられる。 |
| 御堂華、出雲家       | 岩手県宮古市             | 義経一行が15、6人でやってきて、粟を六升（11kg）借りて証文を置いていった。 |
| 吉内（よしうち）屋敷 | 岩手県下閉郡田老町乙部   | かつては「きちない」と呼ばれた。金売吉次の弟吉内の屋敷。義経が着用したという兜は、宮古市本町の志賀家で所蔵。 |

## モンゴル史研究におけるチンギス・カン像
あくまでも義経＝成吉思汗説は日本起源であり、モンゴルに同伝説は伝わっていないことから、従来のモンゴル史研究ではチンギス・カンを義経の後半生とする見解は当然存在しない。

### 身体的特徴・前半生の事績
源義経は源義朝の八男ないし九男とされるのに対し、のちにチンギス・カンとなるテムジンはイェスゲイの長男であり、9歳のとき父を失って苦労した、という『元朝秘史』に記されている逸話はよく知られている。小谷部は「ともに小柄」としているが、チンギス・カンはモンゴル関係の歴史書には「堂々たる体躯」であったと記録されており、小谷部の主張とは合致しない。
モンゴル史研究者・杉山正明はチンギス・カンの肖像として一般に知られている台北の故宮博物院蔵のチンギス・カンの肖像を例にあげて、これが実際のチンギス・カンの容姿を反映したものか疑問視している。また、チンギス・カンの子孫たちが作らせた東西の文献には「波乱に満ちた彼の前半生について、様々な逸話、苦心譚を人馬が激しく交わる『血湧き肉踊る』活劇」として語り伝えてはいるが、「前半生と容姿の真偽は闇の中にあり、確かだといえることは、1203年の秋にケレイトのオン・カンを奇襲でチンギス・カンが倒し、モンゴルの東半分を制圧してからだ」と述べている。
満州・モンゴル史研究者の岡田英弘も、「1195年ケレイトのオン・ハーンとその部下のチンギス・ハーン（このときはテムジン）は、金と同盟してタタール人に大規模な征伐作戦を行い、金から恩賞を受けている（ウルジャ河の戦い：引用者注）。これが初めて歴史に登場した事件であり、これ以前のチンギス・ハーンの事跡ははっきりとは分からない」と述べている。

### 血統の伝承
杉山も岡田もチンギス・カンにまつわる伝記資料上の事績やエピソードの、説話的要素と実際の事績との不分明さを意識して「前半生は謎に包まれている」としているが、チンギス・カンがイェスゲイやバルタン・バアトル、カブル・カンの血統であるという伝承自体は否定していない。むしろ、両者ともその血統に関する伝承を前提として論じている。特に杉山はテムジンが「名門の傍系」であったために、君主としての権力を確立する過程で、アルタンやクチャルといった同じキヤト氏族内の嫡流の人々を排除していった点に注意を促している。

### 君主の推戴・承認制
考古学者・江上波夫によれば、遊牧民族・騎馬民族国家の君主は、同じ国家に所属する氏・部族長らによって君主として推戴・承認を必要とする推戴・承認制と呼べる制度があり、「軍事的・外交的活動の最高指導者としての適格性が君主の資格として、つねに非常に重視されていた」と指摘している。「内陸アジアの遊牧騎馬民族国家の君主に『勇猛な（バガトル）』『賢明な（ビルゲ）』などといった資質にもとづく名」を負わせたことは、これら遊牧騎馬民族の動的な社会に深く根ざしていた現実主義合理主義的な側面から導き出された結果と見ている。
しかし同時に、氏・部族長らによって君主として推戴・承認を受ける遊牧騎馬民族国家の君主候補者は、最初の君主を輩出した支配・中核氏族の成員に限られる、という原則が形成されており、さらに実際にはその君主の男系近親者に選択範囲が狭められる、という現象も生じている。従って、第1に「内陸アジアの遊牧騎馬民族国家」の君主の選定には、「軍事的・外交的活動の最高指導者としての適格性」が氏・部族長らにより推戴・承認されるという現実主義・合理主義的な側面と、第2に「最初の君主と同じ男系の氏族でかつ近親者でなければならない」という血統主義的な側面という、両側面が考慮されることになった。
こうした原理的な矛盾を孕みつつ推戴・承認制は、匈奴の時代からチンギス・カンの時代までほとんど改変されることなく続いたものであり、それはしばしば王族や支配氏族間の内訌の原因ともなり、さらには国家の分裂、衰退の原因ともなった、と述べている。

### チンギス・カンの称号の由来
チンギス・カンの称号の由来については諸説あり、現在もその意味は良くわかっていない。1206年の即位時、コンゴタン部族出身の巫者ココチュ・テプ・テングリによって「チンギス・カン」という称号が贈られたことは、『集史』や『元史』『元朝秘史』などの諸資料で共通して記録されている。この巫者（シャーマン、カム）ココチュ・テプ・テングリとは、『元朝秘史』にはチンギスの父イェスゲイに親しく仕えていた従者モンリク・エチゲの四男であったとされている（但し『集史』ではモンリク・エチゲはチンギスの母ホエルンの再婚相手だったため「エチゲ（父）」と呼ばれていたと述べている）。また『集史』によると、「チング（چينگ chīng）」はモンゴル語で「強大な」を意味し、「チンギズ（چينگگيز Chīnggīz）」はその複数形で、ペルシア語での「王者中の王者」（پادشاه پادشاهان pādshāh-i pādshāhān）と同じ意味であるとしている。後代のクビライ家の後裔であるサガン・セチェンによるモンゴル語歴史書『蒙古源流』（1662年成立）には、「テムジンが28歳の甲寅の年（1194年）にでケルレン河のコデー・アラルでハーン（Qaγan）位に即いた時に、その日から三日目の朝にわたってテムジンのゲル（家屋）の前の石に止まった五色の瑞鳥が、「『チンギス、チンギス』とさえずったので、中央で唱える名、『スト・ボグダ・チンギス・ハーン（Sutu Boγda Činggis Qaγan）』として、各方面で有名になった」と記している。
また、『元朝秘史』には「海内の天子」という意味もあるとしている。ソ連邦時代のブリヤート・モンゴル人の学者ドルジ・バンザロフによると、「チンギス」はシャーマニズムにおける光の精霊の名前、Hajir Činggis Tenggeri に由来するとする説を唱えた。また、フランスの東洋学者ペリオはテュルク語での「海」（tengiz）を意味するとしている。

### 現存資料に見られるチンギス・カンの系譜
チンギス・カンの生年に関しては各資料により記述が異なり、1155年説、1162年、1167年説の諸説があり、確定されていない。しかし、チンギス・カン自身の家系は諸資料ではっきりとした記載があり、チンギス・カンの曾祖父カブル・カンを始祖とするキヤト氏族の家系については、諸資料間のおおよその親族情報は一致している。
当時の家系図は書き換えも多く正確性に欠けるともされるが、中央ユーラシアの遊牧民は個々の遊牧集団の指導者層の家系に関してはうるさく、匈奴においては中核氏族である攣鞮氏が単于位を、突厥においては阿史那氏が可汗位および主要な地位を独占し、それ以外の氏族はこの地位に就けなかったことが知られている
祖先の系譜については、『元朝秘史』に取材した井上靖の小説などの影響で、日本などではモンゴル部族の先祖として「ボルテ・チノ」との関係が強調される傾向にあるが、実際にモンゴル帝国や中央アジア・イランやモンゴル本土で存続したその後継諸政権においてチンギス・カン家の先祖として重要視されていたのは、むしろその子孫で日月の精霊と交わってモンゴルの支配階層の諸部族の祖となったとされるアラン・コアとその息子ボドンチャルであった。また、上記のように、チンギスの属すキヤト氏族は『元朝秘史』、モンゴル帝国の正史的な位置づけで編纂された『集史』などによるとチンギスの曾祖父カブル・カンに始まるが、『集史』の記述に従えばチンギスの出自はカブル・カンの次男バルタン・バアトルの三男イェスゲイ・バアトルの長男とされている。アラン・コアからカブル・カンまでの系譜については資料によって異同が多いものの、上記以外でも『蒙古源流』、『五族譜』や『ムイッズ・アル＝アンサーブ』などの歴史書や系譜資料が13、14世紀以降に多く編纂されたが、どの資料もカブル・カン→バルタン・バアトル→イェスゲイ・バアトル→テムジン（チンギス・カン）という流れは共通して記録している。
チンギス・カンに関する現存資料からは、源義経と関連づけるべき必然性や証拠は存在しないため、同一人物説は実証的に証明することはできない。またそれ以上に、先述の遊牧民の政治文化の伝統ゆえに、同説は中央ユーラシア史の研究者からは否定されている。

## 戦後の関連作品・出来事

### TVドラマ
- 『豹（ジャガー）の眼』ラジオ東京テレビ（現TBS）系・1959年7月から1960年3月（モノクロ・全38回放送）：高垣眸原作、御手俊治（西村俊一）・森利夫（伊上勝）脚本。ジンギスカンの血をひく日本人・黒田杜夫（モリー）と清王朝再興を目指す秘密結社青竜党の娘・錦華が、悪のジャガー率いる秘密結社「豹の眼」と、ジンギスカンの財宝をめぐり争奪戦を繰り広げる冒険活劇ドラマ（月光仮面の後継番組）。なお、原作（1927年）はインカ帝国の秘宝をめぐる冒険小説で、主人公はインカ帝国の王室の末裔という設定。

### TVアニメ
- 『ルパン三世』第2シリーズ・日本テレビ系：第37話「ジンギスカンの埋蔵金」1978年6月19日放送。

### TV情報番組
- 『歴史発見』NHK・1992年10月16日放送「作られた伝説 義経＝チンギス・ハーン」：光瀬龍が解説を行い、金史別本の偽書作成者を沢田源内とし、金田一京助説を踏襲している。
- 『時空警察』日本テレビ系・2005年1月5日放送「義経はジンギスカンになったのか」：現代の警察が義経が死なずジンギスカンになったという説を追う。杉目太郎が身代わりになったことを山神警部補は突き止めるが、足取りは北海道で停まってしまう。脚本家によると、「もう少し、明確な答えを出すために、モンゴルまで行き、ジンギスカンと会い、確かめるはずであったが、監督が「こんな話はどうせ嘘なんだから、嘘を公言するな」と言われ、没になった」とされている。
- 『新説!?日本ミステリー』テレビ東京系・2008年6月10日第7回放送「義経は生きていた!? みちのく黄金帝国の逆襲」：義経と一緒に蝦夷まで逃げた藤原忠衡の子孫が紹介された。
- 『日立 世界・ふしぎ発見!』TBS系・2017年6月3日放送「日本史最大の謎 消えた義経を追え」[69]：義経北行をミステリーハンターが旅し、義経の足跡を訪ねた。義経北方コースのロケはほぼ車移動で、毎日宿を変えながら平泉、遠野、宮古、久慈、二戸、八戸、五所川原、龍飛岬へと向かった。ケンブリッジ大学での末松謙澄の論文を見せた。ロケは東北で終わり、北海道へ義経は渡っていないと専門家の声を聞き入れ番組は終了する。
- 『幻解!超常ファイル ダークサイドミステリー』NHK-BSプレミアム・2019年9月26日放送「“怪しい歴史”禁断の魔力 あなたもだまされる！？」 [本当の謎は人間の闇]：歴史学者呉座勇一、長山靖生は真っ向から義経＝ジンギスカン説を嘘とし、徳川光圀、シーボルト、間宮林蔵、末松謙澄、小谷部全一郎の所論全てを否定した。「生きていて欲しいという民衆の願いが伝説に繋がった」と認識を示し、ヒーローは日本に限らず死なずに生き続けて伝説になりやすいともゲストの長山は語った。

### 漫画
- 小松左京原作・モンキー・パンチ作画『時間エージェント』「ジンギス汗の罰」：小学館『ビッグコミック』1968年創刊号に掲載。
- 武論尊原作・三浦建太郎作画『王狼伝』白泉社、1989-1990年：『月刊アニマルハウス』にて連載。1989年のタイトルは「王狼」、翌年に続編を「王狼伝」として連載。
- 星野之宣『クビライ−世界帝国の完成』日本放送出版協会、2003年：NHKとのタイアップによる「宗像教授」シリーズ作品。2003年放送のNHKスペシャル『文明の道 第8集 クビライの夢・ユーラシア帝国の完成』を下敷きにした作品（2008年刊行の小学館特製版『宗像教授伝奇考』第7集に収録）。
- 天河信彦原作・皇なつき作画『Archaic Chain -アルカイック・チェイン-』マッグガーデン、2010年：月刊コミックブレイド臨時増刊『コミックブレイドMASAMUNE』にて2004-2005年に連載（未完終了）。
- 瀬下猛『ハーン ‐草と鉄と羊‐』講談社モーニングKC、2018-2020年（全12巻）：週刊『モーニング』にて連載。

### 舞台
- 宝塚歌劇団：オリジナルミュージカル「この恋は雲の涯まで」（植田紳爾作）上演（1973年花組初演・1992年雪組再演）。

### 話題
- 1995年、日本通で知られたフランス大統領ジャック・シラクは、エリゼ宮での昼食会で日本の要人に「源義経は平泉で亡くなったのではなく、モンゴルに逃れ、チンギス・ハンになったという伝説」を話題にした[70]
- 映画『モンゴル』（2008年4月5日日本公開）[注 8]で、浅野忠信はチンギス・ハンを演じることについて「ロシアの監督と日本人の俳優と、どこにもモンゴル人がいないのにチンギス・ハーンを描くと聞いて、逆に興味がわきました。以前、源義経を『五条霊戦記 GOJOE』で演じたことがあり、日本では義経がハーンになったという噂があって面白いなと思っていたので、ぜひやらせて欲しいと思いました」と出演理由を述べ、監督のセルゲイ・ボドロフも「チンギス・ハン役は日本人でなければならない」というコメントを出した[71]。
- 宮脇淳子『世界史のなかの蒙古襲来 モンゴルから見た高麗と日本』扶桑社（2019年）に曰く、「駐日モンゴル大使館の人たちがこぼしていました。会う日本人会う日本人が、必ずといっていいくらいに話題にするのが『義経=成吉思汗説』だと。モンゴル人のほうはしかたがないので、適当に話を合わせるらしいのですが、ほとほと困るというのです。／モンゴルの英雄チンギス・ハーンが、史実でもなんでもないのに、源義経という日本人だといわれたのでは、モンゴル人はイヤな思いをするだけです」とのこと。

### 衣川遺跡群の発掘調査
近年の学術調査で衣川の場所が特定されつつあり、その発掘調査から藤原基成の宿舘である衣川館が燃えていないことが判った（ボルテ・チノ日本の心）。東北芸術工科大学の入間田宣夫は、『吾妻鏡』等の史料を基に「基成の館そのものは、火災ほかの被害を受けることもなく、基成一家の暮らしには、なんら変化が無かったことが察知できる。それどころか、義経の居宅、『持仏堂』でさえ、火災などの被害を受けることが無かった」としている。「義経の首はなんら損傷もなく、勿論焼疵もなく、鎌倉に運ばれ首実検を供えられることが出来たのではないか、今までの一面が火の海になったというイメージが作られていたが、それは間違いでありそれが不思議でならない」と述べている。
『吾妻鏡』や『玉葉』には一言も燃えたとする記載はない。『義経記』だけに「猛火は程なく御殿につきけり」等と書かれ、この書が創作であるということが判り、その影響の結果である。火災が無かったということはすなわち、燃えていないどころか、合戦もなかったとする方が自然であると云う見方を近年はされている。

### 義経生脱説の肯定者
新井白石、林羅山、林鵞峰、徳川光圀、沢田源内、坂倉源次郎、松宮観山、近藤重蔵、松浦静山、高橋東洋、間宮林蔵、吉雄忠次郎、フィリップ・フランツ・フォン・シーボルト、手塚律蔵（瀬脇寿人）、末松謙澄、小谷部全一郎、高木彬光、三好京三、山田智彦、中津文彦、阿部敏夫、松村劭、飛鳥昭雄、田中英道 ほか